# Hockeyettan 2021/2022
Hockeyettan 2021/2022, formellt ATG Hockeyettan, var den tredje högsta ishockeyligan i Sverige under säsongen och bestod av 40 lag uppdelade i 4 serier: Hockeyettan Norra, Södra, Östra och Västra. Serierna bestod av 10 lag vardera vilket var en minskning med två lag per serie sedan förra säsongen. De främsta lagen från varje grundserie gick vidare till Allettan som spelades i två serier: Norra och Södra. Övriga lag från grundserierna spelade vidare i Vårettan som också delades in i en nordlig och en sydlig grupp, vilket var en nyhet för säsongen. Vinnarna av Vårettan gick tillsammans med de främsta lagen från Allettan vidare till slutspel. Andra nyheter denna säsong var att Allettan började redan den 5 december och spelades i 27 omgångar, d.v.s. lagen möttes tre gånger. Det innebar att Allettan blev mer omfattande än grundserien vilket inte varit det normala tidigare. De främsta lagen från Allettan gick vidare till slutspel. Vårettan spelades i 18 omgångar, d.v.s. lagen möts två gånger och de främsta lagen gick vidare till slutspelet medan de sämsta lagen tvingades kvalspela mot lag från Hockeytvåan. Sex lag från slutspelets semifinaler gjorde upp i en kvalserie om en plats i Hockeyallsvenskan.
Grundserien hade premiär den 1 oktober, vilket är ett par veckor senare än normalt. Grundserierna, Allettan, Vårettan och kvalserierna spelades enligt Seriemetoden – tre poäng med overtime och straffar, d.v.s. segrare vid full tid fick 3 poäng, vid oavgjort fick lagen ett poäng vardera samtidigt som matchen förlängs tills ett lag gjorde mål (sudden death). Förlängningen kunde bli max fem minuter lång och var matchen då fortfarande oavgjord vid förlängningens slut avgjordes den med straffläggning. Förlängning spelades med tre utespelare och en målvakt per lag. Seger under förlängning eller straffläggning gav ett extra poäng. Matcher i slutspelet spelades enligt Playoffmetoden, vilket innebär att vid oavgjort förlängs matchen med en period i taget till något av lagen gör mål. Även här gäller sudden death, men förlängningen görs med en hel period i taget (20 min), antalet spelare reduceras inte och det finns ingen maxgräns för hur många perioder man kan förlänga.

## Pandemi
Covid-19-pandemin påverkade även denna säsong trots att det från början såg mycket bättre ut än förra säsongen. Den 8 september meddelade regeringen att de planerade ta bort restriktionerna för antalet deltagare på offentliga evenemang från och med den 29 september vilket betydde att publik kom att tillåtas på matcherna igen. Regeringen återkom i frågan den 17 november och meddelade då att man skulle införa vaccinationspass för att förhindra att ovaccinerade personer samlas i större grupper från och med 1 december. Ytterligare smittskyddsåtgärder infördes fr.o.m. den 23 december som innebar att endast sittande publik tilläts och vid samlingar på över 500 personer krävdes fortsatt vaccinationsbevis samt sällskap på max åtta personer som satt minst en meter från varandra. Sammantaget blev det stora begränsningar för hur mycket publik klubbarna kunde ta emot.
Den 18 december meddelade Kiruna AIF som första förening att de drabbats av Covid-19 i laget och tvingades därmed flytta fram sina matcher. Efterhand som säsongen fortlöpte tvingades lag efter lag flytta fram sina matcher. Den 10 januari presenterades nya smittskyddsrestriktioner där allmänna sammankomster begränsades till max 500 personer (även med vaccinpass) fr.o.m. 12 januari. Sammanlagt flyttades ett 50-tal matcher, främst under januari månad. Det gjorde att tabellerna haltade (d.v.s. lagen hade olika många spelade matcher). Regeringen beslutade senare att häva nästan alla restriktioner från den 9 februari, vilket innebar att publiken var välkommen tillbaka utan vaccinpass.

## Konflikt kring sändningsrättigheter m.m.
Konflikten mellan ligaorganisationen Hockeyettan och Boden Hockey gick in på sin tredje säsong. Konflikten började hösten 2019 efter att Boden (och inledningsvis även Visby/Roma) började sända sina matcher på egen plattform och inte på Hockeyettans gemensamma.
I april 2021 fick Boden Hockey rätt av Riksidrottsnämnden att slippa vara medlem i ligaorganisationen vilket ledde till att Svenska Ishockeyförbundet tog bort kravet på medlemskap i tävlingsreglerna och Boden Hockey utträdde under juni månad ur ligaorganisationen. I september beslutade dock Ishockeyförbundet att återinföra regeln att klubbar som kvalificerat sig för spel i SHL, SDHL, Hockeyallsvenskan och Hockeyettan ska tillhöra respektive ligaorganisation. Ett par veckor senare svarade Riksidrottsnämnden att man förväntar sig att ishockeyförbundet följer deras beslut. Samtidigt gick Karlskrona HK ut och krävde bättre avtal för att sända sina matcher via den gemensamma plattformen. KHK ansåg sig äga rättigheterna till matcherna eftersom de inte skrivit avtal om något annat.
Konflikten tog en ny vändning den 10 oktober då Örnsköldsviks HF med kort varsel ville flytta sin match som skulle spelats i Boden med motiveringen att konflikten Boden Hockey har med ligaorganisationen kostar ÖHF för mycket pengar och de har inte råd att spela förrän den är löst. En dag senare ansökte Mörrums GoIS om att flytta sin bortamatch mot Karlskrona HK med samma motivering. Varken Boden eller KHK accepterade matchflyttningarna och menade att de vunnit på walkover när motståndarlagen inte kom till matcherna. Senare vägrade ytterligare sju lag möta Boden eller Karlskrona. Klubbarna som bojkottade ansåg att KHK och Boden bröt mot tävlingsbestämmelserna och ligans bestämmelser genom att de sände matcherna själva.
Det visade sig snart att övriga klubbar gått samman kring bojkotten som planerats att fortsätta tills Boden och Karlskrona skrivit på avtalen. Den 19 oktober möttes Riksidrottsförbundet (RF) och Svenska ishockeyförbundet (SIF) i ett möte som resulterade i att RF ställde krav på att matcherna skulle spelas och att SIF skulle avgöra Bodens och KHK:s dispensansökningar om att få sända matcherna själva.
Ishockeyförbundet uppmanade efter mötet lagen att spela matcherna och rekommenderade tävlingsnämnden att i fortsättningen döma 5–0 till det icke felande laget om matcher ställs in. Utöver det startade man en juridisk utredning om kravet på medlemskap i ligaorganisationerna och gav Boden och Karlskrona tillfälligt tillstånd att sända matcherna själva året ut. Klubbarna i Hockeyettan svarade att ingen kommer spela borta mot Boden eller Karlskrona tills konflikten är löst, men den enade fronten höll inte många dagar innan några klubbar förklarade att de tänkte spela matcherna. Efterhand kom tävlingsnämndens beslut där de dömde de inställda matcherna till Bodens och KHK:s favör med 5–0. Den 23 november avslog Ishockeyförbundet Bodens dispensansökan om att slippa vara medlemmar i ligaorganisationen med motiveringen att ligamodellen är en "viktig och avgörande del för svensk ishockeys utveckling och kommersiella tillväxt". 21 januari 2022 upprepade Riksidrottnämnden sitt beslut att ogiltigförklara kravet på medlemskap i ligaorganisationen "då kravet står i strid med de grunder varpå Riksidrottsförbundets stadgar vilar".
I början av november publicerar Aftonbladet en hemlig ljudupptagning där det framgår att ligaorganisationen Hockeyettans ordförande Ronnie Glysing tillsammans med Sonny Lundwall agiterar inför Hockeyettanklubbarnas ordföranden för en fortsatt bojkott. I samband med publiceringen visade det sig också att 18 av Hockeyettans klubbar krävt ett extra årsmöte för att ersätta Glysing. Ett extra årsmöte kallades samman till den 22 januari. Inför mötet hade Ronnie Glysing själv meddelat sin avgång och Håkan Svensson, tidigare ordförande i Hockeyallsvenskan och AIK Ishockey, valdes till ny ordförande.
Den 14 december meddelades en ny skiljedom där Boden Hockey ålades att betala kostnaderna Hockeyettan drabbats av när de inte sänt sina matcher på den gemensamma plattformen. Tillsammans med rättegångskostnaderna blev summan knappt 2 miljoner kronor. Boden Hockey svarade att de riktat klander mot den första skiljedomen och att om de får rätt där upphävs även denna domen. Den 17 februari avvisade Svea hovrätt Boden Hockeys klandertalan och ålade dem att betala ytterligare 1,4 miljoner för Hockeyettans rättegångskostnader. Boden HF meddelade efter domen i ett pressmeddelande att de kommer betala de belopp som åläggs dem och begärde även ett möte med Riksidrottssytrelsen för att diskutera den uppkomna situationen.
Under andra halvan av april begärde Boden Hockey utträde ur ligaorganisationen och ett extra årsmöte sammankallades för att de andra klubbarna röstade om saken. Några dagar senare ger riksidrottsförbundet Boden Hockey rätt att stå utanför ligaorganisationen. Svenska ishockeyförbundet reagerar kraftigt på beskedet och menar att RF går emot gällande skiljedom.

## Deltagande lag
Sedan förra säsongen hade serien minskats till tio lag per serie och Väsby flyttats ner från Hockeyallsvenskan och placerats i den östra serien. Nyköping flyttades från den östra till den västra serien, medan Dalen flyttades från den västra till den södra serien. Inga lag flyttades upp från Hockeytvåan till denna säsong eftersom Hockeytvåan varit inställd föregående säsong.
| Hockeyettan Norra                                                                                                 |
| --- |
| Bodens HF Kalix HC Kiruna AIF Kiruna IF Piteå HC Sundsvall Hockey Tegs SK Vännäs HC Örnsköldsvik HF Östersunds IK |

| Hockeyettan Västra |
| --- |
| Borlänge HF Eskilstuna Linden Forshaga IF Kumla HC Köping HC Lindlövens IF Mariestad BoIS Nyköpings SK Skövde IK Surahammars IF |

| Hockeyettan Östra |
| --- |
| Enköpings SK HK · Huddinge IK · Hudiksvalls HC · Vallentuna Hockey · Segeltorps IF · Strömsbro IF · Tyresö Hanviken Hockey · Visby/Roma HK · Väsby IK Hockey · Wings HC |

| Hockeyettan Södra |
| --- |
| Halmstad Hammers HC HC Dalen Hanhals IF KRIF Hockey Kalmar HC Karlskrona HK Mörrums GoIS IK Nybro Vikings IF Tranås AIF Hockey Vimmerby HC |

## Grundserier
Hockeyettan inleddes med fyra grundserier. Nytt för säsongen var att serierna endast innehöl 10 lag vardera och därför bara spelas i 18 omgångar. Det betydde att de var färdigspelade till den 24 november.

### Hockeyettan Norra
Norra serien började spelas 1 oktober. Före seriestarten tippade de flesta tränarna i serien att Boden skulle ta hem segern. Andrahandsfavoriter var Östersund. Bodens tränare Robert Nordberg gick ut i Östersunds-Posten dagarna före premiären och kritiserade domarna i norra serien som han tyckte dömde mycket hårdare än man gör i den södra serien. Nordberg sa bl.a. att ”Hockey är en kampsport. Då borde det vara tillåtet att tacklas. Men det gäller inte för norrettan”.
När seriespelet väl startade kunde Kalix lite överraskande gå upp i ledning i sjätte omgången. Kalix och Boden var klara för spel i Allettan efter 17 spelade matcher. Inför sista omgången låg fem lag inom fyra poäng från varandra alla med chansen till en Allettanplats. Östersund besegrade Teg, Piteå besegrade Kiruna IF och Kiruna AIF besegrade Kalix (som redan var kvalificerade). Segrarna säkrade avancemanget, medan Teg och KIF missade Allettan.
Konflikten mellan Boden HF och övriga lag i norra serien fick även konsekvenser för matcherna. Örnsköldsvik, Kalix, Piteå och Sundsvall som inte infunnit sig till sina matcher dömdes av ishockeyförbundets tävlingsnämnd att ha förlorat matcherna med 5–0. Förutom det dömdes Boden för att ha använt en okvalificerad spelare i matcherna mot Kiruna AIF och Teg och dömdes därför förlora de matcherna med 5–0.
Poängtabell
| Nr | Lag                 | S  | V  | ÖV | ÖF | F  | GM | IM | MS  | P  |
| -- | ------------------- | -- | -- | -- | -- | -- | -- | -- | --- | -- |
| 1  | Bodens HF           | 18 | 10 | 3  | 0  | 5  | 65 | 36 | +29 | 36 |
| 2  | Östersunds IK       | 18 | 10 | 2  | 1  | 5  | 63 | 44 | +19 | 35 |
| 3  | Kalix HC            | 18 | 10 | 1  | 1  | 6  | 64 | 53 | +11 | 33 |
| 4  | Piteå HC            | 18 | 10 | 1  | 0  | 7  | 58 | 45 | +13 | 32 |
| 5  | Kiruna AIF          | 18 | 8  | 3  | 2  | 5  | 50 | 45 | +5  | 32 |
| 6  | Kiruna IF           | 18 | 9  | 0  | 4  | 5  | 64 | 41 | +23 | 31 |
| 7  | Tegs SK             | 18 | 7  | 3  | 3  | 5  | 66 | 53 | +13 | 30 |
| 8  | IF Sundsvall Hockey | 18 | 5  | 1  | 2  | 10 | 43 | 70 | −27 | 19 |
| 9  | Örnsköldsvik HF     | 18 | 4  | 1  | 1  | 12 | 39 | 73 | −34 | 15 |
| 10 | Vännäs HC           | 18 | 1  | 1  | 2  | 14 | 28 | 80 | −52 | 7  |

Data hämtade från Svenska Ishockeyförbundet.
Resultattabell
|                     | BHF | ISH | KHC | KAIF | KIF | PHC | TSK | VHC | ÖHF | ÖIK |
| Bodens HF           | —   | 5-0 | 5-0 | 0-5  | 5–4 | 5-0 | 0-5 | 4–3 | 5-0 | 5–0 |
| IF Sundsvall Hockey | 1–5 | —   | 1–5 | 4–5  | 4–3 | 1–6 | 4–5 | 2–3 | 6–3 | 2–1 |
| Kalix HC            | 4–3 | 9–1 | —   | 2–1  | 0–2 | 3–4 | 4–2 | 3–0 | 5–2 | 5–4 |
| Kiruna AIF          | 4–2 | 1–2 | 2–0 | —    | 0–5 | 2–1 | 2–1 | 3–2 | 8–2 | 4–3 |
| Kiruna IF           | 1–2 | 5–2 | 4–1 | 3–4  | —   | 2–5 | 7–1 | 6–2 | 6–2 | 2–3 |
| Piteå HC            | 2–5 | 2–0 | 2–3 | 5–1  | 4–2 | —   | 3–2 | 3–0 | 4–1 | 1–5 |
| Tegs SK             | 3–4 | 2–4 | 4–5 | 8–2  | 3–2 | 3–2 | —   | 6–0 | 6–1 | 4–2 |
| Vännäs HC           | 1–7 | 5–4 | 3–8 | 0–3  | 1–7 | 2–5 | 2–6 | —   | 0–1 | 1–2 |
| Örnsköldsvik HF     | 0–3 | 0–2 | 8–4 | 3–2  | 0–2 | 2–5 | 3–4 | 5–2 | —   | 2–8 |
| Östersunds IK       | 3–0 | 5–3 | 5–3 | 2–1  | 2–1 | 6–4 | 6–1 | 5–1 | 1–4 | —   |

Tabellens data är hämtade från Svenska Ishockeyförbundet.

### Hockeyettan Västra
Västra serien började spelas 2 oktober. Mariestad var klara favoriter i förhandstipsen, men Borlänge och Skövde nämndes också. Till stor överraskning var det Surahammar som började bäst och gick upp i tidig serieledning som varade till den tionde omgången då Mariestad tog över. Mariestad blev klara för Allettan efter den 14:e omgången och Surahammar, Forshaga och Borlänge i den 16:e och Skövde i den sista omgången.
Poängtabell
| Nr | Lag                      | S  | V  | ÖV | ÖF | F  | GM | IM | MS  | P  |
| -- | ------------------------ | -- | -- | -- | -- | -- | -- | -- | --- | -- |
| 1  | Mariestad BoIS HC        | 18 | 13 | 1  | 2  | 2  | 58 | 35 | +23 | 43 |
| 2  | Surahammars IF           | 18 | 9  | 4  | 1  | 4  | 61 | 43 | +18 | 36 |
| 3  | Borlänge HF              | 18 | 11 | 1  | 0  | 6  | 83 | 51 | +32 | 35 |
| 4  | Forshaga IF              | 18 | 8  | 4  | 0  | 6  | 54 | 47 | +7  | 32 |
| 5  | Skövde IK                | 18 | 8  | 3  | 1  | 6  | 50 | 43 | +7  | 31 |
| 6  | Nyköpings SK             | 18 | 5  | 2  | 6  | 5  | 50 | 57 | −7  | 25 |
| 7  | Lindlövens IF            | 18 | 5  | 2  | 2  | 9  | 54 | 58 | −4  | 21 |
| 8  | Eskilstuna Linden Hockey | 18 | 4  | 2  | 3  | 9  | 43 | 63 | −20 | 19 |
| 9  | Köping HC                | 18 | 4  | 1  | 3  | 10 | 38 | 62 | −24 | 17 |
| 10 | Kumla HC Black Bulls     | 18 | 2  | 1  | 3  | 12 | 46 | 78 | −32 | 11 |

Data hämtade från Svenska Ishockeyförbundet.
Resultattabell
|                          | BHF | ELH | FIF | KUM | KÖP | LIF | MBH | NSK | SIK | SIF |
| Borlänge HF              | —   | 8–1 | 1–6 | 8–0 | 4–3 | 8–2 | 4–1 | 2–4 | 3–6 | 3–2 |
| Eskilstuna Linden Hockey | 3–7 | —   | 2–3 | 4–5 | 2–6 | 4–2 | 3–2 | 1–3 | 4–3 | 2–3 |
| Forshaga IF              | 4–7 | 2–1 | —   | 4–3 | 4–2 | 3–0 | 2–3 | 4–2 | 0–3 | 4–2 |
| Kumla HC Black Bulls     | 1–5 | 2–3 | 3–4 | —   | 0–3 | 3–4 | 2–5 | 5–2 | 6–3 | 1–4 |
| Köping HC                | 2–8 | 0–4 | 3–1 | 3–2 | —   | 0–7 | 0–4 | 4–3 | 2–3 | 1–3 |
| Lindlövens IF            | 2–1 | 5–1 | 2–3 | 9–5 | 4–2 | —   | 1–4 | 1–2 | 3–4 | 3–5 |
| Mariestad BoIS HC        | 2–3 | 3–2 | 3–4 | 4–1 | 5–2 | 4–1 | —   | 4–3 | 2–1 | 3–2 |
| Nyköpings SK             | 1–5 | 2–3 | 5–3 | 5–2 | 2–1 | 4–3 | 3–4 | —   | 2–5 | 3–4 |
| Skövde IK                | 3–2 | 5–2 | 1–2 | 3–2 | 2–1 | 2–1 | 0–3 | 3–2 | —   | 2–3 |
| Surahammars IF           | 8–4 | 2–1 | 4–1 | 5–3 | 4–3 | 3–4 | 1–2 | 3–2 | 3–1 | —   |

Tabellens data är hämtade från Svenska Ishockeyförbundet.

### Hockeyettan Östra
Östra serien började spelas 2 oktober. När tränarna i serien tippade hur serien skulle sluta blev Hudiksvall storfavoriter och det blev också Hudiksvall som gick upp i tidig serieledning och där de sedan drog ifrån. När man blev klara för Allettan i den 13:e omgången ledde man med 12 poäng. Väsby säkrade sin plats i Allettan i den 15:e omgången, Hanviken följde efter i den 16:e, Strömsbro i den 17:e och Huddinge i den 18:e omgången.
Poängtabell
| Nr | Lag                    | S  | V  | ÖV | ÖF | F  | GM | IM | MS  | P  |
| -- | ---------------------- | -- | -- | -- | -- | -- | -- | -- | --- | -- |
| 1  | Hudiksvalls HC         | 18 | 15 | 1  | 1  | 1  | 81 | 31 | +50 | 48 |
| 2  | Tyresö Hanviken Hockey | 18 | 10 | 3  | 1  | 4  | 61 | 41 | +20 | 37 |
| 3  | Väsby IK HK            | 18 | 11 | 0  | 1  | 6  | 67 | 43 | +24 | 34 |
| 4  | Strömsbro IF           | 18 | 9  | 3  | 1  | 5  | 63 | 54 | +9  | 34 |
| 5  | Huddinge IK            | 18 | 9  | 2  | 1  | 6  | 67 | 43 | +24 | 32 |
| 6  | Visby/Roma HK          | 18 | 8  | 1  | 1  | 8  | 53 | 47 | +6  | 27 |
| 7  | Wings HC Arlanda       | 18 | 6  | 0  | 2  | 10 | 49 | 69 | −20 | 20 |
| 8  | Vallentuna Hockey      | 18 | 5  | 0  | 1  | 12 | 43 | 74 | −31 | 16 |
| 9  | Enköpings SK HK        | 18 | 4  | 1  | 1  | 12 | 38 | 63 | −25 | 15 |
| 10 | Segeltorps IF          | 18 | 2  | 0  | 1  | 15 | 38 | 95 | −57 | 7  |

Data hämtade från Svenska Ishockeyförbundet.
Resultattabell
|                        | ESK | HSK | HIK | HHC | SEG | STR | VAH | VRH | VIK | WHC |
| Enköpings SK HK        | —   | 2–3 | 2–6 | 0–3 | 2–3 | 1–4 | 5–3 | 3–1 | 1–4 | 4–1 |
| Tyresö Hanviken Hockey | 2–1 | —   | 5–3 | 2–6 | 4–2 | 3–4 | 4–1 | 3–2 | 1–2 | 4–0 |
| Huddinge IK            | 4–0 | 6–3 | —   | 2–3 | 9–0 | 2–1 | 5–2 | 1–2 | 2–3 | 2–3 |
| Hudiksvalls HC         | 4–0 | 1–4 | 5–1 | —   | 7–3 | 9–3 | 4–0 | 4–2 | 3–2 | 4–2 |
| Segeltorps IF          | 2–4 | 2–5 | 1–6 | 0–7 | —   | 4–5 | 3–4 | 3–4 | 0–7 | 3–4 |
| Strömsbro IF           | 5–3 | 2–1 | 4–5 | 3–2 | 4–5 | —   | 3–2 | 1–4 | 2–1 | 6–5 |
| Vallentuna Hockey      | 3–4 | 0–3 | 2–3 | 1–7 | 3–2 | 2–6 | —   | 5–4 | 3–5 | 4–0 |
| Visby/Roma HK          | 7–3 | 2–4 | 1–4 | 1–3 | 5–2 | 1–0 | 7–1 | —   | 0–2 | 6–2 |
| Väsby IK HK            | 5–1 | 2–6 | 2–3 | 3–5 | 9–1 | 2–5 | 5–2 | 5–1 | —   | 3–5 |
| Wings HC Arlanda       | 3–2 | 3–4 | 4–3 | 2–4 | 6–2 | 2–5 | 4–5 | 1–3 | 2–5 | —   |

Tabellens data är hämtade från Svenska Ishockeyförbundet.

### Hockeyettan Södra
Södra serien började spelas 2 oktober. Vid upptaktsträffen före seriepremiären tippades Nybro vinna serien, Vimmerby och KRIF nämndes också. När serien började spelas var Vimmerby snart i ledningen och höll sig där till den trettonde omgången då överraskningen Kalmar tog över. Kalmar, Vimmerby och Karlskrona var alla tre klara för Allettan efter den femtonde omgången och Nybro säkrade sin plats omgången därpå. Inför sista omgången hade tre lag chansen att ta den sista platsen. Dalen vann sin match medan Mörrum och KRIF förlorade sina matcher och möjligheten till spel i Allettan. Konflikten om sändningsrättigheter fick konsekvenser för några matcher. Mörrum, Vimmerby och Dalen som ställt in sina bortamatcher mot Karlskrona dömdes förlora matcherna med 5–0.
Poängtabell
| Nr | Lag                 | S  | V  | ÖV | ÖF | F  | GM | IM | MS  | P  |
| -- | ------------------- | -- | -- | -- | -- | -- | -- | -- | --- | -- |
| 1  | Kalmar HC           | 18 | 11 | 1  | 1  | 5  | 65 | 35 | +30 | 36 |
| 2  | Vimmerby HC         | 18 | 11 | 1  | 1  | 5  | 65 | 41 | +24 | 36 |
| 3  | Karlskrona HK       | 18 | 12 | 0  | 0  | 6  | 62 | 39 | +23 | 36 |
| 4  | Nybro Vikings IF    | 18 | 10 | 2  | 1  | 5  | 50 | 36 | +14 | 35 |
| 5  | HC Dalen            | 18 | 7  | 1  | 1  | 9  | 46 | 49 | −3  | 24 |
| 6  | KRIF Hockey         | 18 | 6  | 1  | 4  | 7  | 40 | 47 | −7  | 24 |
| 7  | Mörrums GoIS IK     | 18 | 3  | 6  | 3  | 6  | 50 | 59 | −9  | 24 |
| 8  | Tranås AIF          | 18 | 6  | 2  | 0  | 10 | 41 | 55 | −14 | 22 |
| 9  | Halmstad Hammers HC | 18 | 6  | 1  | 0  | 11 | 46 | 51 | −5  | 20 |
| 10 | Hanhals IF          | 18 | 3  | 0  | 4  | 11 | 22 | 75 | −53 | 13 |

Data hämtade från Svenska Ishockeyförbundet.
Resultattabell
|                     | HHC | HIF | HCD | KHC | KHK | KRIF | MGI | NIF | TAIF | VHC |
| Halmstad Hammers HC | —   | 8–0 | 4–1 | 0–3 | 6–2 | 1–2  | 4–3 | 2–3 | 3–1  | 1–6 |
| Hanhals IF          | 0–6 | —   | 0–3 | 1–6 | 1–0 | 2–3  | 3–4 | 1–2 | 0–8  | 1–7 |
| HC Dalen            | 3–1 | 5–1 | —   | 3–2 | 3–4 | 3–2  | 4–2 | 2–1 | 2–3  | 1–4 |
| Kalmar HC           | 7–0 | 1–2 | 5–1 | —   | 2–0 | 6–5  | 4–1 | 4–0 | 4–0  | 1–5 |
| Karlskrona HK       | 7–4 | 6–0 | 5–0 | 3–2 | —   | 2–1  | 5–0 | 4–3 | 1–4  | 5–0 |
| KRIF Hockey         | 2–1 | 2–4 | 3–2 | 3–2 | 3–6 | —    | 1–2 | 1–2 | 2–3  | 3–2 |
| Mörrums GoIS IK     | 5–2 | 3–2 | 3–2 | 4–7 | 4–5 | 2–1  | —   | 4–5 | 1–2  | 6–5 |
| Nybro Vikings IF    | 2–1 | 3–1 | 5–4 | 1–2 | 2–1 | 3–0  | 2–3 | —   | 3–0  | 1–2 |
| Tranås AIF Hockey   | 0–2 | 4–3 | 2–1 | 3–7 | 3–2 | 1–4  | 1–3 | 1–7 | —    | 2–5 |
| Vimmerby HC         | 4–0 | 4–0 | 2–6 | 3–0 | 1–4 | 3–2  | 4–0 | 3–5 | 5–3  | —   |

Tabellens data är hämtade från Svenska Ishockeyförbundet.

## Allettan
De fem främsta lagen från varje grundserie gick vidare till Allettan som spelades mellan 5 december 2021 och 16 mars 2022. Allettan bestod av totalt 20 lag som delats in i två grupper, de tio sydligaste lagen i Allettan Södra och de tio nordligaste i Allettan Norra. Lagen möttes i en enkel- plus en dubbelserie, d.v.s. totalt 27 omgångar, nio omgångar mer än föregående säsong. De fem högst rankade lagen i varje grupp fick den extra hemmamatchen. De åtta främsta lagen i respektive grupp gick vidare till slutspelet. De två lag som placerade sig högst gick vidare till slutspelets semifinal, lag 3–8 fick plats i kvartsfinalen medan lag 9–10 spelat färdigt för säsongen.

### Allettan Norra
Före seriestart nämndes Hudiksvall, Östersund och Boden som favoriter till seriesegern. Hudiksvall inledde serien med ett par förluster innan man tog en 17 matcher lång segersvit och vann serien relativt överlägset. Den andra platsen i semifinalen togs av Östersund som gjorde en stark upphämtning från en sjundeplacering i början av januari. Även tredjeplacerade Boden hade en dipp i januari och gjorde en stark upphämtning på slutet och placerade sig trea. Forshaga och Kiruna AIF missade slutspelet.
Poängtabell
| Nr | Lag            | S  | V  | ÖV | ÖF | F  | GM  | IM  | MS  | P  |
| -- | -------------- | -- | -- | -- | -- | -- | --- | --- | --- | -- |
| 1  | Hudiksvalls HC | 27 | 20 | 1  | 1  | 5  | 119 | 51  | +68 | 63 |
| 2  | Östersunds IK  | 27 | 16 | 3  | 4  | 4  | 98  | 65  | +33 | 58 |
| 3  | Bodens HF      | 27 | 14 | 1  | 6  | 6  | 89  | 73  | +16 | 50 |
| 4  | Surahammars IF | 27 | 13 | 4  | 2  | 8  | 86  | 75  | +11 | 49 |
| 5  | Kalix HC       | 27 | 12 | 2  | 3  | 10 | 84  | 72  | +12 | 43 |
| 6  | Borlänge HF    | 27 | 12 | 1  | 0  | 14 | 94  | 101 | −7  | 38 |
| 7  | Piteå HC       | 27 | 11 | 0  | 3  | 13 | 86  | 84  | +2  | 36 |
| 8  | Strömsbro IF   | 27 | 4  | 6  | 3  | 14 | 72  | 106 | −34 | 27 |
| 9  | Forshaga IF    | 27 | 6  | 3  | 0  | 18 | 60  | 99  | −39 | 24 |
| 10 | Kiruna AIF     | 27 | 4  | 2  | 1  | 20 | 61  | 123 | −62 | 17 |

Tabellens data är hämtade från Svenska Ishockeyförbundet.
Resultattabell
|                | BOD      | BOR     | FOR     | HUD     | KAL     | KAIF     | PIT     | STR     | SUR     | ÖST     |
| Bodens HF      | —        | 7–3 4–5 | 4–1     | 1–0     | 2–3 4–2 | 1–2 4–0  | 2–5 3–1 | 7–2 2–3 | 1–2     | 3–2     |
| Borlänge HF    | 2–7      | —       | 6–4     | 3–4 1–5 | 2–5 2–4 | 6–2 10–4 | 1–3     | 6–2 4–2 | 3–2     | 4–3 2–3 |
| Forshaga IF    | 3–6 2–3  | 1–4 1–5 | —       | 3–5     | 2–1     | 2–3      | 5–2 1–0 | 3–0 1–2 | 2–5     | 1–5     |
| Hudiksvalls HC | 5–3 11–1 | 4–1     | 3–2 8–1 | —       | 2–4     | 6–0 5–2  | 5–1 3–2 | 5–2     | 1–2 4–0 | 4–0     |
| Kalix HC       | 0–5      | 3–1     | 3–4 5–1 | 0–3 4–3 | —       | 6–1      | 2–5     | 8–1     | 2–3 3–5 | 3–4 1–4 |
| Kiruna AIF     | 2–5      | 3–6     | 6–7 0–2 | 0–7     | 1–4 2–7 | —        | 2–6     | 5–0     | 3–4 3–1 | 2–4     |
| Piteå HC       | 2–3      | 8–2 4–1 | 5–3     | 3–7     | 0–3 2–5 | 8–2 3–4  | —       | 6–3 4–5 | 4–7     | 0–2     |
| Strömsbro IF   | 4–0      | 3–5     | 2–4     | 4–3 1–7 | 2–1 5–1 | 2–1 4–5  | 4–3     | —       | 4–5     | 3–4 2–3 |
| Surahammars IF | 4–3 1–4  | 4–3 0–2 | 3–0 6–0 | 3–5     | 3–4     | 4–1      | 3–1 2–0 | 5–6 3–2 | —       | 4–7     |
| Östersunds IK  | 3–2      | 9–4     | 2–3 5–1 | 2–3 5–1 | 3–0     | 5–3      | 2–5 2–3 | 5–2     | 2–3 5–2 | —       |

### Allettan Södra
Före seriestart var Nybro Vikings favoriter till seriesegern, medan Mariestad och Vimmerby också nämndes. Nybro började bra med sex raka segrar innan man i samband med coronauppehållen i januari tappade några matcher och först Karlskrona och sedan Väsby passade på att ta över serieledningen. Men Vikings presterade en ny svit med sex segrar i rad och återtog serieledningen och lämnade den sedan inte. Kalmar som låg på en sjundeplats i slutet av januari avslutade serien med 10 segrar och tog den andra platsen till semifinalen. Hanviken (Tyresö) och Skövde placerade sig sist och missade slutspelet.
Poängtabell
| Nr | Lag               | S  | V  | ÖV | ÖF | F  | GM | IM  | MS  | P  |
| -- | ----------------- | -- | -- | -- | -- | -- | -- | --- | --- | -- |
| 1  | Nybro Vikings IF  | 27 | 18 | 1  | 1  | 7  | 95 | 50  | +45 | 57 |
| 2  | Kalmar HC         | 27 | 17 | 1  | 2  | 7  | 95 | 62  | +33 | 55 |
| 3  | Väsby IK HK       | 27 | 15 | 1  | 3  | 8  | 88 | 78  | +10 | 50 |
| 4  | Mariestad BoIS HC | 27 | 12 | 4  | 1  | 10 | 80 | 59  | +21 | 45 |
| 5  | Karlskrona HK     | 27 | 13 | 2  | 0  | 12 | 83 | 79  | +4  | 43 |
| 6  | HC Dalen          | 27 | 12 | 1  | 5  | 9  | 80 | 85  | −5  | 43 |
| 7  | Vimmerby HC       | 27 | 11 | 1  | 1  | 14 | 64 | 67  | −3  | 36 |
| 8  | Huddinge IK       | 27 | 9  | 1  | 3  | 14 | 66 | 91  | −25 | 32 |
| 9  | Hanvikens SK      | 27 | 6  | 4  | 1  | 16 | 70 | 99  | −29 | 27 |
| 10 | Skövde IK         | 27 | 4  | 2  | 1  | 20 | 49 | 100 | −51 | 17 |

Tabellens data är hämtade från Svenska Ishockeyförbundet.
Resultattabell
|                   | HAN     | HCD     | HUD     | KAL     | KAR     | MAR     | NYB     | SKÖ     | VIM     | VÄS     |
| Hanvikens SK      | —       | 4–3 4–7 | 4–3     | 5–2 4–7 | 4–8 3–2 | 3–4     | 1–3     | 2–4     | 0–2 4–1 | 1–4     |
| HC Dalen          | 3–4     | —       | 5–1 2–0 | 1–2     | 6–4 3–4 | 3–2     | 3–1 3–6 | 3–2     | 4–1 3–7 | 0–4     |
| Huddinge IK       | 5–2 3–1 | 2–5     | —       | 1–2     | 3–2 3–4 | 2–1     | 3–4     | 1–3 3–0 | 2–9     | 5–4 2–3 |
| Kalmar HC         | 5–1     | 6–2 1–2 | 1–2 4–3 | —       | 6–1     | 2–3 3–2 | 5–3     | 6–0 4–5 | 5–2 2–1 | 3–0     |
| Karlskrona HK     | 5–2     | 3–2     | 5–4     | 3–2 1–4 | —       | 3–2 1–5 | 4–1 1–3 | 5–1 7–0 | 1–2     | 1–2 5–3 |
| Mariestad BoIS HC | 2–0 5–3 | 2–3 1–2 | 3–2 7–3 | 7–4     | 1–0     | —       | 0–3 1–2 | 4–5     | 2–3 3–0 | 6–3     |
| Nybro Vikings IF  | 0–1     | 3–4     | 6–0 5–2 | 2–1 1–2 | 8–0     | 2–3     | —       | 3–0     | 6–1     | 5–2 7–1 |
| Skövde IK         | 2–4 4–5 | 5–3 3–2 | 2–4     | 0–5     | 3–5     | 1–4 0–4 | 1–2     | —       | 0–3     | 2–6 3–4 |
| Vimmerby HC       | 2–3     | 4–1     | 2–3 2–0 | 1–3     | 2–5 2–3 | 1–2     | 2–5 3–2 | 3–2 2–0 | —       | 0–2 3–0 |
| Väsby IK HK       | 5–3 5–1 | 5–2 4–3 | 3–4     | 5–3 4–5 | 2–0     | 2–3 3–1 | 5–6     | 3–1     | 4–3     | —       |

## Vårettan
De lag som inte kvalificerade sig för Allettan spelade vidare i Vårettan. Nytt för säsongen var att Vårettan delades in i endast två serier jämfört med tidigare säsonger då den spelats i fyra serier. Indelning skedde geografiskt. Serien spelades som en dubbelserie där lagen mötte varandra två gånger, en gång hemma och en gång borta. De tre främst placerade lagen i respektive serie gick vidare till slutspelet, segraren direkt till kvartsfinalen och lag 2–3 till Play in. De fyra sämst placerade lagen gick vidare till kvalspel.

### Vårettan Norra
Serien spelades mellan 11 december 2021 och 3 mars 2022. Före starten nämndes Kiruna IF och Teg (Umeå) som favoriter. Men Kiruna IF blev den stora negativa överraskningen och slutade näst sist och tvingades till kvalspel tillsammans med Köping, Vännäs och Örnsköldsvik. Tidigt i serien tog Wings (från Märsta) ledningen men i början av i februari tog Lindlöven (Lindesberg) över serieledningen och höll den serien ut vilket innebar en plats i slutspelets kvartsfinal. Platserna till Play in togs av Teg och Wings.
Poängtabell
| Nr | Lag                 | S  | V  | ÖV | ÖF | F  | GM | IM | MS  | P  |
| -- | ------------------- | -- | -- | -- | -- | -- | -- | -- | --- | -- |
| 1  | Lindlövens IF       | 18 | 12 | 2  | 1  | 3  | 57 | 43 | +14 | 41 |
| 2  | Tegs SK             | 18 | 9  | 2  | 2  | 5  | 63 | 44 | +19 | 33 |
| 3  | Wings HC Arlanda    | 18 | 8  | 2  | 1  | 7  | 64 | 54 | +10 | 29 |
| 4  | Vallentuna Hockey   | 18 | 6  | 3  | 5  | 4  | 55 | 56 | −1  | 29 |
| 5  | IF Sundsvall Hockey | 18 | 8  | 2  | 0  | 8  | 72 | 59 | +13 | 28 |
| 6  | Enköpings SK HK     | 18 | 7  | 2  | 2  | 7  | 54 | 59 | −5  | 27 |
| 7  | Köping HC           | 18 | 7  | 1  | 3  | 7  | 53 | 54 | −1  | 26 |
| 8  | Örnsköldsvik HF     | 18 | 8  | 1  | 0  | 9  | 57 | 64 | −7  | 26 |
| 9  | Kiruna IF           | 18 | 4  | 1  | 3  | 10 | 50 | 64 | −14 | 17 |
| 10 | Vännäs HC           | 18 | 2  | 3  | 2  | 11 | 44 | 72 | −28 | 14 |

Data hämtade från Svenska Ishockeyförbundet.
Resultattabell
|                     | ENK | IFS | KIF | KÖP | LIN | TEG | VAL | VÄN | WIN | ÖRN |
| Enköpings SK HK     | —   | 3–0 | 5–4 | 3–1 | 2–4 | 3–2 | 3–4 | 4–1 | 4–6 | 3–5 |
| IF Sundsvall Hockey | 3–4 | —   | 3–6 | 1–4 | 2–4 | 6–3 | 5–4 | 7–1 | 8–1 | 5–1 |
| Kiruna IF           | 2–3 | 1–5 | —   | 5–1 | 2–3 | 0–1 | 2–3 | 6–4 | 1–6 | 4–6 |
| Köping HC           | 3–4 | 4–5 | 5–3 | —   | 1–2 | 2–3 | 1–2 | 3–1 | 3–1 | 1–4 |
| Lindlövens IF       | 5–2 | 2–3 | 2–1 | 5–6 | —   | 3–2 | 3–2 | 7–2 | 2–1 | 2–1 |
| Tegs SK             | 8–2 | 4–2 | 4–5 | 2–4 | 6–2 | —   | 4–3 | 9–2 | 1–2 | 4–3 |
| Vallentuna Hockey   | 3–1 | 2–5 | 4–3 | 1–4 | 2–3 | 5–3 | —   | 4–3 | 5–1 | 5–3 |
| Vännäs HC           | 3–2 | 4–2 | 0–2 | 4–3 | 2–4 | 0–2 | 5–2 | —   | 3–4 | 3–4 |
| Wings HC Arlanda    | 4–3 | 6–4 | 6–2 | 3–5 | 3–0 | 0–1 | 4–2 | 3–4 | —   | 9–1 |
| Örnsköldsvik HF     | 1–3 | 5–6 | 3–1 | 5–2 | 3–4 | 0–4 | 3–2 | 4–2 | 5–4 | —   |

### Vårettan Södra
Serien spelades mellan 10 december 2021 och 3 mars 2022. Innan seriespelet inleddes nämndes Mörrum och Tranås som favoriter. Mörrum blev dock en negativ överraskning och lyckades först i slutet av serien undvika en kvalplats. I toppen turades flera lag om att leda serien bl.a. Tranås, Nyköping, Halmstad och KRIF (Kallinge). Många lag fick flytta matcher p.g.a. coronasmitta och tabellen haltade därför (d.v.s. lagen hade olika många spelade matcher). Efterhand som Visby spelade ifatt sina matcher steg de i tabellen för att till slut segra och ta platsen till slutspelets kvartsfinal. Andra och tredje plats togs av Halmstad och Tranås som därmed fick varsin plats i play-in. Eskilstuna, Hanhals (Kungsbacka), Kumla och Segeltorp (Huddinge) placerade sig sist och gick vidare till kvalserien.
Poängtabell
| Nr | Lag                      | S  | V  | ÖV | ÖF | F  | GM | IM | MS  | P  |
| -- | ------------------------ | -- | -- | -- | -- | -- | -- | -- | --- | -- |
| 1  | Visby/Roma HK            | 18 | 12 | 3  | 1  | 2  | 66 | 35 | +31 | 43 |
| 2  | Halmstad Hammers HC      | 18 | 12 | 2  | 0  | 4  | 76 | 44 | +32 | 40 |
| 3  | Tranås AIF               | 18 | 12 | 1  | 1  | 4  | 63 | 49 | +14 | 39 |
| 4  | Nyköpings SK             | 18 | 9  | 1  | 3  | 5  | 65 | 52 | +13 | 32 |
| 5  | KRIF Hockey              | 18 | 8  | 1  | 1  | 8  | 60 | 51 | +9  | 27 |
| 6  | Mörrums GoIS IK          | 18 | 7  | 1  | 1  | 9  | 53 | 59 | −6  | 24 |
| 7  | Eskilstuna Linden Hockey | 18 | 6  | 2  | 1  | 9  | 55 | 66 | −11 | 23 |
| 8  | Hanhals IF               | 18 | 5  | 1  | 3  | 9  | 48 | 54 | −6  | 20 |
| 9  | Kumla HC Black Bulls     | 18 | 3  | 2  | 1  | 12 | 49 | 78 | −29 | 14 |
| 10 | Segeltorps IF            | 18 | 2  | 0  | 2  | 14 | 34 | 81 | −47 | 8  |

Data hämtade från Svenska Ishockeyförbundet.
Resultattabell
|                      | ESK | HAL | HAN | KRIF | KUM | MÖR | NYK | SEG | TRA | VIS |
| ESK                  | —   | 0–4 | 4–1 | 2–1  | 5–2 | 3–5 | 3–8 | 7–2 | 4–7 | 0–6 |
| Halmstad Hammers HC  | 5–4 | —   | 5–2 | 3–2  | 8–2 | 5–0 | 2–3 | 4–0 | 5–2 | 1–3 |
| Hanhals IF           | 5–3 | 2–3 | —   | 2–3  | 4–1 | 2–4 | 3–4 | 4–5 | 4–2 | 3–1 |
| KRIF Hockey          | 4–1 | 2–5 | 3–2 | —    | 2–3 | 6–4 | 4–2 | 7–1 | 4–5 | 2–5 |
| Kumla HC Black Bulls | 1–4 | 2–5 | 3–2 | 3–8  | —   | 4–6 | 3–2 | 5–4 | 1–4 | 3–4 |
| Mörrums GoIS IK      | 1–2 | 5–7 | 0–4 | 1–4  | 5–3 | —   | 0–4 | 3–1 | 5–0 | 2–6 |
| Nyköpings SK         | 5–3 | 2–4 | 4–3 | 5–2  | 6–2 | 4–5 | —   | 5–0 | 2–3 | 1–2 |
| Segeltorps IF        | 2–5 | 1–5 | 0–1 | 2–4  | 0–5 | 0–6 | 5–6 | —   | 3–6 | 1–2 |
| Tranås AIF Hockey    | 5–2 | 4–2 | 3–1 | 2–1  | 3–2 | 3–1 | 4–2 | 3–6 | —   | 2–3 |
| Visby/Roma HK        | 2–3 | 8–3 | 6–3 | 3–1  | 6–4 | 1–0 | 4–0 | 3–1 | 1–5 | —   |

## Slutspel
Slutspelet spelades som en utslagsturnering där lagen möttes i en matchserie med högst tre matcher där segraren gick vidare medan förloraren var färdigspelad för säsongen. Lägst rankat lag började med hemmamatch medan de övriga matcherna spelades hos det högre rankade laget. I slutspelet skulle alla matcher ha en vinnare. Vid oavgjort förlängdes matchen tills något lag gjorde mål (sudden death). Till skillnad från seriespelet reduceras inte antalet spelare under förlängning och matcher avgörs inte heller med straffar. Däremot kan nya perioder läggas till matcherna som därför kan bli väldigt långa.

### Play-in
I play-in deltog lag 2–3 ifrån vårettorna, sammanlagt fyra lag där segrarna gick vidare till kvartsfinal.
Tegs SK–Wings HC
| 1     | 15 mars 2022 | Wings HC Arlanda        | 0–4                     | Tegs SK                 | Pinbackshallen     |                    |
| 19:00 | 19:00        | (0–0, 0–1, 0–3) Rapport | (0–0, 0–1, 0–3) Rapport | (0–0, 0–1, 0–3) Rapport | Märsta Publik: 212 | Märsta Publik: 212 |
| 19:00 | 19:00        |                         |                         |                         | Märsta Publik: 212 | Märsta Publik: 212 |
| 19:00 | 19:00        |                         |                         |                         | Märsta Publik: 212 | Märsta Publik: 212 |
| 19:00 | 19:00        |                         |                         |                         | Märsta Publik: 212 | Märsta Publik: 212 |
| 19:00 | 19:00        |                         |                         |                         | Märsta Publik: 212 | Märsta Publik: 212 |
| 19:00 | 19:00        |                         |                         |                         | Märsta Publik: 212 | Märsta Publik: 212 |

| 2     | 18 mars 2022 | Tegs SK                                | 3–4 (e.fl.)                            | Wings HC Arlanda                       | Winpos Arena     |                  |
| 19:00 | 19:00        | (2–0, 1–2, 0–1, 0–0, 0–0, 0–1) Rapport | (2–0, 1–2, 0–1, 0–0, 0–0, 0–1) Rapport | (2–0, 1–2, 0–1, 0–0, 0–0, 0–1) Rapport | Umeå Publik: 576 | Umeå Publik: 576 |
| 19:00 | 19:00        |                                        |                                        |                                        | Umeå Publik: 576 | Umeå Publik: 576 |
| 19:00 | 19:00        |                                        |                                        |                                        | Umeå Publik: 576 | Umeå Publik: 576 |
| 19:00 | 19:00        |                                        |                                        |                                        | Umeå Publik: 576 | Umeå Publik: 576 |
| 19:00 | 19:00        |                                        |                                        |                                        | Umeå Publik: 576 | Umeå Publik: 576 |
| 19:00 | 19:00        |                                        |                                        |                                        | Umeå Publik: 576 | Umeå Publik: 576 |

| 3     | 19 mars 2022 | Tegs SK                 | 2–5                     | Wings HC Arlanda        | Winpos Arena     |                  |
| 15:00 | 15:00        | (0–2, 1–0, 1–3) Rapport | (0–2, 1–0, 1–3) Rapport | (0–2, 1–0, 1–3) Rapport | Umeå Publik: 111 | Umeå Publik: 111 |
| 15:00 | 15:00        |                         |                         |                         | Umeå Publik: 111 | Umeå Publik: 111 |
| 15:00 | 15:00        |                         |                         |                         | Umeå Publik: 111 | Umeå Publik: 111 |
| 15:00 | 15:00        |                         |                         |                         | Umeå Publik: 111 | Umeå Publik: 111 |
| 15:00 | 15:00        |                         |                         |                         | Umeå Publik: 111 | Umeå Publik: 111 |
| 15:00 | 15:00        |                         |                         |                         | Umeå Publik: 111 | Umeå Publik: 111 |

Halmstad Hammers–Tranås AIF
| 1     | 15 mars 2022 | Tranås AIF                        | 2–3 (e.fl.)                       | Halmstad Hammers HC               | Stiga Arena        |                    |
| 19:00 | 19:00        | (1–1, 1–1, 0–0, 0–0, 0–1) Rapport | (1–1, 1–1, 0–0, 0–0, 0–1) Rapport | (1–1, 1–1, 0–0, 0–0, 0–1) Rapport | Tranås Publik: 562 | Tranås Publik: 562 |
| 19:00 | 19:00        |                                   |                                   |                                   | Tranås Publik: 562 | Tranås Publik: 562 |
| 19:00 | 19:00        |                                   |                                   |                                   | Tranås Publik: 562 | Tranås Publik: 562 |
| 19:00 | 19:00        |                                   |                                   |                                   | Tranås Publik: 562 | Tranås Publik: 562 |
| 19:00 | 19:00        |                                   |                                   |                                   | Tranås Publik: 562 | Tranås Publik: 562 |
| 19:00 | 19:00        |                                   |                                   |                                   | Tranås Publik: 562 | Tranås Publik: 562 |

| 2     | 18 mars 2022 | Halmstad Hammers HC          | 3–4 (e.fl.)                  | Tranås AIF                   | Halmstad Arena       |                      |
| 19:00 | 19:00        | (0–1, 0–0, 3–2, 0–1) Rapport | (0–1, 0–0, 3–2, 0–1) Rapport | (0–1, 0–0, 3–2, 0–1) Rapport | Halmstad Publik: 630 | Halmstad Publik: 630 |
| 19:00 | 19:00        |                              |                              |                              | Halmstad Publik: 630 | Halmstad Publik: 630 |
| 19:00 | 19:00        |                              |                              |                              | Halmstad Publik: 630 | Halmstad Publik: 630 |
| 19:00 | 19:00        |                              |                              |                              | Halmstad Publik: 630 | Halmstad Publik: 630 |
| 19:00 | 19:00        |                              |                              |                              | Halmstad Publik: 630 | Halmstad Publik: 630 |
| 19:00 | 19:00        |                              |                              |                              | Halmstad Publik: 630 | Halmstad Publik: 630 |

| 3     | 19 mars 2022 | Halmstad Hammers HC     | 9–0                     | Tranås AIF              | Halmstad Arena       |                      |
| 15:00 | 15:00        | (4–0, 1–0, 4–0) Rapport | (4–0, 1–0, 4–0) Rapport | (4–0, 1–0, 4–0) Rapport | Halmstad Publik: 360 | Halmstad Publik: 360 |
| 15:00 | 15:00        |                         |                         |                         | Halmstad Publik: 360 | Halmstad Publik: 360 |
| 15:00 | 15:00        |                         |                         |                         | Halmstad Publik: 360 | Halmstad Publik: 360 |
| 15:00 | 15:00        |                         |                         |                         | Halmstad Publik: 360 | Halmstad Publik: 360 |
| 15:00 | 15:00        |                         |                         |                         | Halmstad Publik: 360 | Halmstad Publik: 360 |
| 15:00 | 15:00        |                         |                         |                         | Halmstad Publik: 360 | Halmstad Publik: 360 |

Wings och Halmstad Hammers vidare till kvartsfinal

### Matchträd
|  | Kvartsfinaler    | Kvartsfinaler | Kvartsfinaler  | Kvartsfinaler |   |   | Semifinaler | Semifinaler | Semifinaler | Semifinaler |  |  |  |  |  |  |
|  |                  |               |                |               |   |   |             |             |             |             |  |  |  |  |  |  |
|  |                  |               |                |               |   |   |             |             |             |             |  |  |  |  |  |  |
|  |                  |               |                |               |   |   |             |             |             |             |  |  |  |  |  |  |
|  |                  |               |                |               |   |   |             |             |             |             |  |  |  |  |  |  |
|  |                  |               |                |               |   |   |             |             |             |             |  |  |  |  |  |  |
|  |                  |               |                |               |   |   |             |             |             |             |  |  |  |  |  |  |
|  | Hudiksvalls HC   | 2             | 2              | 5             |   |   |             |             |             |             |  |  |  |  |  |  |
|  | Hudiksvalls HC   | 2             | 2              | 5             |   |   |             |             |             |             |  |  |  |  |  |  |
|  |                  |               | Surahammars IF | 5             | 0 | 0 |             |             |             |             |  |  |  |  |  |  |
|  | Surahammars IF   | 1             | Surahammars IF | 5             | 0 | 0 | 3           | 6           |             |             |  |  |  |  |  |  |
|  | Surahammars IF   | 1             |                |               |   |   | 3           | 6           |             |             |  |  |  |  |  |  |
|  | Huddinge IK      | 4             | 2              | 5             |   |   |             |             |             |             |  |  |  |  |  |  |
|  | Huddinge IK      | 4             | 2              | 5             |   |   |             |             |             |             |  |  |  |  |  |  |
|  |                  |               |                |               |   |   |             |             |             |             |  |  |  |  |  |  |
|  |                  |               |                |               |   |   |             |             |             |             |  |  |  |  |  |  |
|  |                  |               |                |               |   |   |             |             |             |             |  |  |  |  |  |  |
|  |                  |               |                |               |   |   |             |             |             |             |  |  |  |  |  |  |
|  |                  |               |                |               |   |   |             |             |             |             |  |  |  |  |  |  |
|  | Nybro Vikings IF | 2             | 3              | 5             |   |   |             |             |             |             |  |  |  |  |  |  |
|  | Nybro Vikings IF | 2             | 3              | 5             |   |   |             |             |             |             |  |  |  |  |  |  |
|  |                  |               | Borlänge HF    | 3             | 2 | 1 |             |             |             |             |  |  |  |  |  |  |
|  | Borlänge HF      | 3             | Borlänge HF    | 3             | 2 | 1 | 2           | 4           |             |             |  |  |  |  |  |  |
|  | Borlänge HF      | 3             |                |               |   |   | 2           | 4           |             |             |  |  |  |  |  |  |
|  | Visby/Roma HK    | 0             | 3              | 3             |   |   |             |             |             |             |  |  |  |  |  |  |
|  | Visby/Roma HK    | 0             | 3              | 3             |   |   |             |             |             |             |  |  |  |  |  |  |

|  |                     |               |                     |          |   |   |   |   |  |  |  |  |  |  |  |  |
|  |                     |               |                     |          |   |   |   |   |  |  |  |  |  |  |  |  |
|  |                     |               |                     |          |   |   |   |   |  |  |  |  |  |  |  |  |
|  |                     |               |                     |          |   |   |   |   |  |  |  |  |  |  |  |  |
|  |                     |               |                     |          |   |   |   |   |  |  |  |  |  |  |  |  |
|  |                     |               |                     |          |   |   |   |   |  |  |  |  |  |  |  |  |
|  |                     |               |                     |          |   |   |   |   |  |  |  |  |  |  |  |  |
|  | Östersunds IK       | Östersunds IK | 6                   | 5        |   |   |   |   |  |  |  |  |  |  |  |  |
|  | Östersunds IK       | Östersunds IK | 6                   | 5        |   |   |   |   |  |  |  |  |  |  |  |  |
|  |                     |               | Kalix HC            | Kalix HC | 3 | 3 |   |   |  |  |  |  |  |  |  |  |
|  | Kalix HC            | Kalix HC      | Kalix HC            | Kalix HC | 3 | 3 | 6 | 3 |  |  |  |  |  |  |  |  |
|  | Kalix HC            | Kalix HC      |                     |          |   |   | 6 | 3 |  |  |  |  |  |  |  |  |
|  | Piteå HC            | Piteå HC      | 3                   | 2        |   |   |   |   |  |  |  |  |  |  |  |  |
|  | Piteå HC            | Piteå HC      | 3                   | 2        |   |   |   |   |  |  |  |  |  |  |  |  |
|  |                     |               |                     |          |   |   |   |   |  |  |  |  |  |  |  |  |
|  |                     |               |                     |          |   |   |   |   |  |  |  |  |  |  |  |  |
|  |                     |               |                     |          |   |   |   |   |  |  |  |  |  |  |  |  |
|  |                     |               |                     |          |   |   |   |   |  |  |  |  |  |  |  |  |
|  |                     |               |                     |          |   |   |   |   |  |  |  |  |  |  |  |  |
|  | Kalmar HC           | 0             | 6                   | 3        |   |   |   |   |  |  |  |  |  |  |  |  |
|  | Kalmar HC           | 0             | 6                   | 3        |   |   |   |   |  |  |  |  |  |  |  |  |
|  |                     |               | Halmstad Hammers HC | 4        | 2 | 4 |   |   |  |  |  |  |  |  |  |  |
|  | Mariestad BoIS HC   | 3             | Halmstad Hammers HC | 4        | 2 | 4 | 2 | 0 |  |  |  |  |  |  |  |  |
|  | Mariestad BoIS HC   | 3             |                     |          |   |   | 2 | 0 |  |  |  |  |  |  |  |  |
|  | Halmstad Hammers HC | 2             | 3                   | 3        |   |   |   |   |  |  |  |  |  |  |  |  |
|  | Halmstad Hammers HC | 2             | 3                   | 3        |   |   |   |   |  |  |  |  |  |  |  |  |

|  |                  |                  |             |   |             |             |   |   |  |  |  |  |  |  |  |  |
|  |                  |                  |             |   |             |             |   |   |  |  |  |  |  |  |  |  |
|  |                  |                  |             |   |             |             |   |   |  |  |  |  |  |  |  |  |
|  |                  |                  |             |   |             |             |   |   |  |  |  |  |  |  |  |  |
|  | Bodens HF        | Bodens HF        | 3           | 7 |             |             |   |   |  |  |  |  |  |  |  |  |
|  | Bodens HF        | Bodens HF        | 3           | 7 |             |             |   |   |  |  |  |  |  |  |  |  |
|  | Wings HC Arlanda | Wings HC Arlanda | 2           | 4 |             |             |   |   |  |  |  |  |  |  |  |  |
|  | Wings HC Arlanda | Wings HC Arlanda | 2           | 4 | Bodens HF   | 1           | 4 | 3 |  |  |  |  |  |  |  |  |
|  |                  |                  |             |   | Bodens HF   | 1           | 4 | 3 |  |  |  |  |  |  |  |  |
|  |                  | HC Dalen         | 2           | 3 | 4           |             |   |   |  |  |  |  |  |  |  |  |
|  | HC Dalen         | HC Dalen         | 2           | 3 | 4           | 5           | 4 |   |  |  |  |  |  |  |  |  |
|  | HC Dalen         | HC Dalen         |             |   |             |             | 4 |   |  |  |  |  |  |  |  |  |
|  | Strömsbro IF     | Strömsbro IF     | 2           | 1 |             |             |   |   |  |  |  |  |  |  |  |  |
|  | Strömsbro IF     | Strömsbro IF     | 2           | 1 |             |             |   |   |  |  |  |  |  |  |  |  |
|  |                  |                  |             |   |             |             |   |   |  |  |  |  |  |  |  |  |
|  |                  |                  |             |   |             |             |   |   |  |  |  |  |  |  |  |  |
|  | Väsby IK HK      | 2                | 6           | 4 |             |             |   |   |  |  |  |  |  |  |  |  |
|  | Väsby IK HK      | 2                | 6           | 4 |             |             |   |   |  |  |  |  |  |  |  |  |
|  | Lindlövens IF    | 3                | 0           | 3 |             |             |   |   |  |  |  |  |  |  |  |  |
|  | Lindlövens IF    | 3                | 0           | 3 | Väsby IK HK | Väsby IK HK | 5 | 5 |  |  |  |  |  |  |  |  |
|  |                  |                  |             |   | Väsby IK HK | Väsby IK HK | 5 | 5 |  |  |  |  |  |  |  |  |
|  |                  | Vimmerby HC      | Vimmerby HC | 1 | 3           |             |   |   |  |  |  |  |  |  |  |  |
|  | Karlskrona HK    | Vimmerby HC      | Vimmerby HC | 1 | 3           | 2           | 3 | 1 |  |  |  |  |  |  |  |  |
|  | Karlskrona HK    |                  |             |   |             | 2           | 3 | 1 |  |  |  |  |  |  |  |  |
|  | Vimmerby HC      | 8                | 2           | 4 |             |             |   |   |  |  |  |  |  |  |  |  |
|  | Vimmerby HC      | 8                | 2           | 4 |             |             |   |   |  |  |  |  |  |  |  |  |

### Kvartsfinaler
I kvartsfinalerna deltog lag 3–8 från allettorna, segrarna från vårettorna samt segrarna från Play in, sammanlagt 16 lag. Högst rankat lag valde först sin motståndare. Boden valde som första lag Wings, sedan valde Väsby att möta Lindlöven, Surahammar valde Huddinge, Mariestad valde Halmstad Hammers, Kalix valde Piteå, Karlskrona valde Vimmerby, Dalen valde Strömsbro och slutligen fick Borlänge som sin motståndare Visby/Roma som ingen annan valt.
Boden–Wings
| 1     | 22 mars 2022 | Wings HC Arlanda             | 2–3 (e.fl.)                  | Bodens HF                    | Pinbackshallen     |                    |
| 19:00 | 19:00        | (0–1, 1–0, 1–1, 0–1) Rapport | (0–1, 1–0, 1–1, 0–1) Rapport | (0–1, 1–0, 1–1, 0–1) Rapport | Märsta Publik: 373 | Märsta Publik: 373 |
| 19:00 | 19:00        |                              |                              |                              | Märsta Publik: 373 | Märsta Publik: 373 |
| 19:00 | 19:00        |                              |                              |                              | Märsta Publik: 373 | Märsta Publik: 373 |
| 19:00 | 19:00        |                              |                              |                              | Märsta Publik: 373 | Märsta Publik: 373 |
| 19:00 | 19:00        |                              |                              |                              | Märsta Publik: 373 | Märsta Publik: 373 |
| 19:00 | 19:00        |                              |                              |                              | Märsta Publik: 373 | Märsta Publik: 373 |

| 2     | 25 mars 2022 | Bodens HF               | 7–4                     | Wings HC Arlanda        | Björknäshallen      |                     |
| 19:00 | 19:00        | (3–1, 1–1, 3–2) Rapport | (3–1, 1–1, 3–2) Rapport | (3–1, 1–1, 3–2) Rapport | Boden Publik: 1 243 | Boden Publik: 1 243 |
| 19:00 | 19:00        |                         |                         |                         | Boden Publik: 1 243 | Boden Publik: 1 243 |
| 19:00 | 19:00        |                         |                         |                         | Boden Publik: 1 243 | Boden Publik: 1 243 |
| 19:00 | 19:00        |                         |                         |                         | Boden Publik: 1 243 | Boden Publik: 1 243 |
| 19:00 | 19:00        |                         |                         |                         | Boden Publik: 1 243 | Boden Publik: 1 243 |
| 19:00 | 19:00        |                         |                         |                         | Boden Publik: 1 243 | Boden Publik: 1 243 |

Väsby–Lindlöven
| 1     | 22 mars 2022 | Lindlövens IF           | 3–2                     | Väsby IK HK             | Lindehov               |                        |
| 19:00 | 19:00        | (0–0, 0–1, 3–1) Rapport | (0–0, 0–1, 3–1) Rapport | (0–0, 0–1, 3–1) Rapport | Lindesberg Publik: 538 | Lindesberg Publik: 538 |
| 19:00 | 19:00        |                         |                         |                         | Lindesberg Publik: 538 | Lindesberg Publik: 538 |
| 19:00 | 19:00        |                         |                         |                         | Lindesberg Publik: 538 | Lindesberg Publik: 538 |
| 19:00 | 19:00        |                         |                         |                         | Lindesberg Publik: 538 | Lindesberg Publik: 538 |
| 19:00 | 19:00        |                         |                         |                         | Lindesberg Publik: 538 | Lindesberg Publik: 538 |
| 19:00 | 19:00        |                         |                         |                         | Lindesberg Publik: 538 | Lindesberg Publik: 538 |

| 2     | 25 mars 2022 | Väsby IK HK             | 6–0                     | Lindlövens IF           | Renew Arena                |                            |
| 19:00 | 19:00        | (3–0, 2–0, 1–0) Rapport | (3–0, 2–0, 1–0) Rapport | (3–0, 2–0, 1–0) Rapport | Upplands Väsby Publik: 711 | Upplands Väsby Publik: 711 |
| 19:00 | 19:00        |                         |                         |                         | Upplands Väsby Publik: 711 | Upplands Väsby Publik: 711 |
| 19:00 | 19:00        |                         |                         |                         | Upplands Väsby Publik: 711 | Upplands Väsby Publik: 711 |
| 19:00 | 19:00        |                         |                         |                         | Upplands Väsby Publik: 711 | Upplands Väsby Publik: 711 |
| 19:00 | 19:00        |                         |                         |                         | Upplands Väsby Publik: 711 | Upplands Väsby Publik: 711 |
| 19:00 | 19:00        |                         |                         |                         | Upplands Väsby Publik: 711 | Upplands Väsby Publik: 711 |

| 3     | 26 mars 2022 | Väsby IK HK                  | 4–3 (e.fl.)                  | Lindlövens IF                | Renew Arena                |                            |
| 15:00 | 15:00        | (1–0, 2–2, 0–1, 1–0) Rapport | (1–0, 2–2, 0–1, 1–0) Rapport | (1–0, 2–2, 0–1, 1–0) Rapport | Upplands Väsby Publik: 456 | Upplands Väsby Publik: 456 |
| 15:00 | 15:00        |                              |                              |                              | Upplands Väsby Publik: 456 | Upplands Väsby Publik: 456 |
| 15:00 | 15:00        |                              |                              |                              | Upplands Väsby Publik: 456 | Upplands Väsby Publik: 456 |
| 15:00 | 15:00        |                              |                              |                              | Upplands Väsby Publik: 456 | Upplands Väsby Publik: 456 |
| 15:00 | 15:00        |                              |                              |                              | Upplands Väsby Publik: 456 | Upplands Väsby Publik: 456 |
| 15:00 | 15:00        |                              |                              |                              | Upplands Väsby Publik: 456 | Upplands Väsby Publik: 456 |

Surahammar–Huddinge
| 1     | 22 mars 2022 | Huddinge IK             | 4–1                     | Surahammars IF          | Björkängshallen      |                      |
| 19:00 | 19:00        | (1–0, 1–1, 2–0) Rapport | (1–0, 1–1, 2–0) Rapport | (1–0, 1–1, 2–0) Rapport | Huddinge Publik: 399 | Huddinge Publik: 399 |
| 19:00 | 19:00        |                         |                         |                         | Huddinge Publik: 399 | Huddinge Publik: 399 |
| 19:00 | 19:00        |                         |                         |                         | Huddinge Publik: 399 | Huddinge Publik: 399 |
| 19:00 | 19:00        |                         |                         |                         | Huddinge Publik: 399 | Huddinge Publik: 399 |
| 19:00 | 19:00        |                         |                         |                         | Huddinge Publik: 399 | Huddinge Publik: 399 |
| 19:00 | 19:00        |                         |                         |                         | Huddinge Publik: 399 | Huddinge Publik: 399 |

| 3     | 26 mars 2022 | Surahammars IF          | 3–2                     | Huddinge IK             | Surahallen             |                        |
| 15:00 | 15:00        | (2–2, 1–0, 0–0) Rapport | (2–2, 1–0, 0–0) Rapport | (2–2, 1–0, 0–0) Rapport | Surahammar Publik: 767 | Surahammar Publik: 767 |
| 15:00 | 15:00        |                         |                         |                         | Surahammar Publik: 767 | Surahammar Publik: 767 |
| 15:00 | 15:00        |                         |                         |                         | Surahammar Publik: 767 | Surahammar Publik: 767 |
| 15:00 | 15:00        |                         |                         |                         | Surahammar Publik: 767 | Surahammar Publik: 767 |
| 15:00 | 15:00        |                         |                         |                         | Surahammar Publik: 767 | Surahammar Publik: 767 |
| 15:00 | 15:00        |                         |                         |                         | Surahammar Publik: 767 | Surahammar Publik: 767 |

| 2     | 25 mars 2022 | Surahammars IF               | 6–5 (e.fl.)                  | Huddinge IK                  | Surahallen             |                        |
| 19:00 | 19:00        | (1–2, 1–2, 3–1, 1–0) Rapport | (1–2, 1–2, 3–1, 1–0) Rapport | (1–2, 1–2, 3–1, 1–0) Rapport | Surahammar Publik: 803 | Surahammar Publik: 803 |
| 19:00 | 19:00        |                              |                              |                              | Surahammar Publik: 803 | Surahammar Publik: 803 |
| 19:00 | 19:00        |                              |                              |                              | Surahammar Publik: 803 | Surahammar Publik: 803 |
| 19:00 | 19:00        |                              |                              |                              | Surahammar Publik: 803 | Surahammar Publik: 803 |
| 19:00 | 19:00        |                              |                              |                              | Surahammar Publik: 803 | Surahammar Publik: 803 |
| 19:00 | 19:00        |                              |                              |                              | Surahammar Publik: 803 | Surahammar Publik: 803 |

Mariestad–Halmstad
| 1     | 22 mars 2022 | Halmstad Hammers HC     | 2–3                     | Mariestad BoIS HC       | Halmstad Arena       |                      |
| 19:00 | 19:00        | (1–1, 0–1, 1–1) Rapport | (1–1, 0–1, 1–1) Rapport | (1–1, 0–1, 1–1) Rapport | Halmstad Publik: 715 | Halmstad Publik: 715 |
| 19:00 | 19:00        |                         |                         |                         | Halmstad Publik: 715 | Halmstad Publik: 715 |
| 19:00 | 19:00        |                         |                         |                         | Halmstad Publik: 715 | Halmstad Publik: 715 |
| 19:00 | 19:00        |                         |                         |                         | Halmstad Publik: 715 | Halmstad Publik: 715 |
| 19:00 | 19:00        |                         |                         |                         | Halmstad Publik: 715 | Halmstad Publik: 715 |
| 19:00 | 19:00        |                         |                         |                         | Halmstad Publik: 715 | Halmstad Publik: 715 |

| 2     | 25 mars 2022 | Mariestad BoIS HC            | 2–3 (e.fl.)                  | Halmstad Hammers HC          | Mariehus Arena          |                         |
| 19:00 | 19:00        | (1–0, 0–1, 1–1, 0–1) Rapport | (1–0, 0–1, 1–1, 0–1) Rapport | (1–0, 0–1, 1–1, 0–1) Rapport | Mariestad Publik: 1 314 | Mariestad Publik: 1 314 |
| 19:00 | 19:00        |                              |                              |                              | Mariestad Publik: 1 314 | Mariestad Publik: 1 314 |
| 19:00 | 19:00        |                              |                              |                              | Mariestad Publik: 1 314 | Mariestad Publik: 1 314 |
| 19:00 | 19:00        |                              |                              |                              | Mariestad Publik: 1 314 | Mariestad Publik: 1 314 |
| 19:00 | 19:00        |                              |                              |                              | Mariestad Publik: 1 314 | Mariestad Publik: 1 314 |
| 19:00 | 19:00        |                              |                              |                              | Mariestad Publik: 1 314 | Mariestad Publik: 1 314 |

| 3     | 26 mars 2022 | Mariestad BoIS HC       | 0–3                     | Halmstad Hammers HC     | Mariehus Arena        |                       |
| 15:00 | 15:00        | (0–1, 0–1, 0–1) Rapport | (0–1, 0–1, 0–1) Rapport | (0–1, 0–1, 0–1) Rapport | Mariestad Publik: 986 | Mariestad Publik: 986 |
| 15:00 | 15:00        |                         |                         |                         | Mariestad Publik: 986 | Mariestad Publik: 986 |
| 15:00 | 15:00        |                         |                         |                         | Mariestad Publik: 986 | Mariestad Publik: 986 |
| 15:00 | 15:00        |                         |                         |                         | Mariestad Publik: 986 | Mariestad Publik: 986 |
| 15:00 | 15:00        |                         |                         |                         | Mariestad Publik: 986 | Mariestad Publik: 986 |
| 15:00 | 15:00        |                         |                         |                         | Mariestad Publik: 986 | Mariestad Publik: 986 |

Kalix–Piteå
| 1     | 22 mars 2022 | Piteå HC                | 3–6                     | Kalix HC                | LF Arena          |                   |
| 19:00 | 19:00        | (1–1, 0–2, 2–3) Rapport | (1–1, 0–2, 2–3) Rapport | (1–1, 0–2, 2–3) Rapport | Piteå Publik: 415 | Piteå Publik: 415 |
| 19:00 | 19:00        |                         |                         |                         | Piteå Publik: 415 | Piteå Publik: 415 |
| 19:00 | 19:00        |                         |                         |                         | Piteå Publik: 415 | Piteå Publik: 415 |
| 19:00 | 19:00        |                         |                         |                         | Piteå Publik: 415 | Piteå Publik: 415 |
| 19:00 | 19:00        |                         |                         |                         | Piteå Publik: 415 | Piteå Publik: 415 |
| 19:00 | 19:00        |                         |                         |                         | Piteå Publik: 415 | Piteå Publik: 415 |

| 2     | 25 mars 2022 | Kalix HC                     | 3–2 (e.fl.)                  | Piteå HC                     | PART Arena          |                     |
| 19:00 | 19:00        | (0–1, 1–1, 1–0, 1–0) Rapport | (0–1, 1–1, 1–0, 1–0) Rapport | (0–1, 1–1, 1–0, 1–0) Rapport | Kalix Publik: 1 404 | Kalix Publik: 1 404 |
| 19:00 | 19:00        |                              |                              |                              | Kalix Publik: 1 404 | Kalix Publik: 1 404 |
| 19:00 | 19:00        |                              |                              |                              | Kalix Publik: 1 404 | Kalix Publik: 1 404 |
| 19:00 | 19:00        |                              |                              |                              | Kalix Publik: 1 404 | Kalix Publik: 1 404 |
| 19:00 | 19:00        |                              |                              |                              | Kalix Publik: 1 404 | Kalix Publik: 1 404 |
| 19:00 | 19:00        |                              |                              |                              | Kalix Publik: 1 404 | Kalix Publik: 1 404 |

Karlskrona–Vimmerby
| 1     | 22 mars 2022 | Vimmerby HC             | 8–2                     | Karlskrona HK           | Vimmerby ishall      |                      |
| 19:00 | 19:00        | (2–1, 0–0, 6–1) Rapport | (2–1, 0–0, 6–1) Rapport | (2–1, 0–0, 6–1) Rapport | Vimmerby Publik: 800 | Vimmerby Publik: 800 |
| 19:00 | 19:00        |                         |                         |                         | Vimmerby Publik: 800 | Vimmerby Publik: 800 |
| 19:00 | 19:00        |                         |                         |                         | Vimmerby Publik: 800 | Vimmerby Publik: 800 |
| 19:00 | 19:00        |                         |                         |                         | Vimmerby Publik: 800 | Vimmerby Publik: 800 |
| 19:00 | 19:00        |                         |                         |                         | Vimmerby Publik: 800 | Vimmerby Publik: 800 |
| 19:00 | 19:00        |                         |                         |                         | Vimmerby Publik: 800 | Vimmerby Publik: 800 |

| 2     | 25 mars 2022 | Karlskrona HK                | 3–2 (e.fl.)                  | Vimmerby HC                  | NKT Arena Karlskrona     |                          |
| 19:00 | 19:00        | (1–1, 1–0, 0–1, 1–0) Rapport | (1–1, 1–0, 0–1, 1–0) Rapport | (1–1, 1–0, 0–1, 1–0) Rapport | Karlskrona Publik: 1 381 | Karlskrona Publik: 1 381 |
| 19:00 | 19:00        |                              |                              |                              | Karlskrona Publik: 1 381 | Karlskrona Publik: 1 381 |
| 19:00 | 19:00        |                              |                              |                              | Karlskrona Publik: 1 381 | Karlskrona Publik: 1 381 |
| 19:00 | 19:00        |                              |                              |                              | Karlskrona Publik: 1 381 | Karlskrona Publik: 1 381 |
| 19:00 | 19:00        |                              |                              |                              | Karlskrona Publik: 1 381 | Karlskrona Publik: 1 381 |
| 19:00 | 19:00        |                              |                              |                              | Karlskrona Publik: 1 381 | Karlskrona Publik: 1 381 |

| 3     | 26 mars 2022 | Karlskrona HK           | 1–4                     | Vimmerby HC             | NKT Arena Karlskrona |            |
| 16:00 | 16:00        | (1–2, 0–1, 0–1) Rapport | (1–2, 0–1, 0–1) Rapport | (1–2, 0–1, 0–1) Rapport | Karlskrona           | Karlskrona |
| 16:00 | 16:00        |                         |                         |                         | Karlskrona           | Karlskrona |
| 16:00 | 16:00        |                         |                         |                         | Karlskrona           | Karlskrona |
| 16:00 | 16:00        |                         |                         |                         | Karlskrona           | Karlskrona |
| 16:00 | 16:00        |                         |                         |                         | Karlskrona           | Karlskrona |
| 16:00 | 16:00        |                         |                         |                         | Karlskrona           | Karlskrona |

Dalen–Strömsbro
| 1     | 22 mars 2022 | Strömsbro IF            | 2–5                     | HC Dalen                | Testebo Arena     |                   |
| 19:00 | 19:00        | (0–2, 1–2, 1–1) Rapport | (0–2, 1–2, 1–1) Rapport | (0–2, 1–2, 1–1) Rapport | Gävle Publik: 366 | Gävle Publik: 366 |
| 19:00 | 19:00        |                         |                         |                         | Gävle Publik: 366 | Gävle Publik: 366 |
| 19:00 | 19:00        |                         |                         |                         | Gävle Publik: 366 | Gävle Publik: 366 |
| 19:00 | 19:00        |                         |                         |                         | Gävle Publik: 366 | Gävle Publik: 366 |
| 19:00 | 19:00        |                         |                         |                         | Gävle Publik: 366 | Gävle Publik: 366 |
| 19:00 | 19:00        |                         |                         |                         | Gävle Publik: 366 | Gävle Publik: 366 |

| 2     | 25 mars 2022 | HC Dalen                | 4–1                     | Strömsbro IF            | Smedjehov               |                         |
| 19:00 | 19:00        | (1–1, 1–0, 2–0) Rapport | (1–1, 1–0, 2–0) Rapport | (1–1, 1–0, 2–0) Rapport | Norrahammar Publik: 390 | Norrahammar Publik: 390 |
| 19:00 | 19:00        |                         |                         |                         | Norrahammar Publik: 390 | Norrahammar Publik: 390 |
| 19:00 | 19:00        |                         |                         |                         | Norrahammar Publik: 390 | Norrahammar Publik: 390 |
| 19:00 | 19:00        |                         |                         |                         | Norrahammar Publik: 390 | Norrahammar Publik: 390 |
| 19:00 | 19:00        |                         |                         |                         | Norrahammar Publik: 390 | Norrahammar Publik: 390 |
| 19:00 | 19:00        |                         |                         |                         | Norrahammar Publik: 390 | Norrahammar Publik: 390 |

Borlänge–Visby
| 1     | 22 mars 2022 | Visby/Roma HK           | 0–3                     | Borlänge HF             | Visby Ishall        |                     |
| 19:00 | 19:00        | (0–1, 0–2, 0–0) Rapport | (0–1, 0–2, 0–0) Rapport | (0–1, 0–2, 0–0) Rapport | Visby Publik: 1 257 | Visby Publik: 1 257 |
| 19:00 | 19:00        |                         |                         |                         | Visby Publik: 1 257 | Visby Publik: 1 257 |
| 19:00 | 19:00        |                         |                         |                         | Visby Publik: 1 257 | Visby Publik: 1 257 |
| 19:00 | 19:00        |                         |                         |                         | Visby Publik: 1 257 | Visby Publik: 1 257 |
| 19:00 | 19:00        |                         |                         |                         | Visby Publik: 1 257 | Visby Publik: 1 257 |
| 19:00 | 19:00        |                         |                         |                         | Visby Publik: 1 257 | Visby Publik: 1 257 |

| 2     | 25 mars 2022 | Borlänge HF             | 2–3                     | Visby/Roma HK           | Borlänge Ishall      |                      |
| 19:00 | 19:00        | (0–1, 1–2, 1–0) Rapport | (0–1, 1–2, 1–0) Rapport | (0–1, 1–2, 1–0) Rapport | Borlänge Publik: 699 | Borlänge Publik: 699 |
| 19:00 | 19:00        |                         |                         |                         | Borlänge Publik: 699 | Borlänge Publik: 699 |
| 19:00 | 19:00        |                         |                         |                         | Borlänge Publik: 699 | Borlänge Publik: 699 |
| 19:00 | 19:00        |                         |                         |                         | Borlänge Publik: 699 | Borlänge Publik: 699 |
| 19:00 | 19:00        |                         |                         |                         | Borlänge Publik: 699 | Borlänge Publik: 699 |
| 19:00 | 19:00        |                         |                         |                         | Borlänge Publik: 699 | Borlänge Publik: 699 |

| 3     | 26 mars 2022 | Borlänge HF             | 4–3                     | Visby/Roma HK           | Borlänge Ishall      |                      |
| 15:00 | 15:00        | (1–1, 2–0, 1–2) Rapport | (1–1, 2–0, 1–2) Rapport | (1–1, 2–0, 1–2) Rapport | Borlänge Publik: 267 | Borlänge Publik: 267 |
| 15:00 | 15:00        |                         |                         |                         | Borlänge Publik: 267 | Borlänge Publik: 267 |
| 15:00 | 15:00        |                         |                         |                         | Borlänge Publik: 267 | Borlänge Publik: 267 |
| 15:00 | 15:00        |                         |                         |                         | Borlänge Publik: 267 | Borlänge Publik: 267 |
| 15:00 | 15:00        |                         |                         |                         | Borlänge Publik: 267 | Borlänge Publik: 267 |
| 15:00 | 15:00        |                         |                         |                         | Borlänge Publik: 267 | Borlänge Publik: 267 |

Boden, Borlänge, Dalen, Halmstad, Kalix, Surahammar, Vimmerby och Väsby vidare till semifinal.

### Semifinaler
Till semifinalerna är ettorna och tvåorna från Allettan (Hudiksvalls HC, Kalmar HC, Nybro Vikings och Östersunds IK) kvalificerade tillsammans med segrarna från kvartsfinalerna. Sammanlagt 12 lag. Högst rankade lag valde motståndare först. Hudiksvall valde Surahammar, därefter valde Nybro att möta Borlänge, Östersund valde Kalix, Kalmar valde Halmstad och Boden valde Dalen. Till sist fick Väsby som sin motståndare Vimmerby som var enda laget kvar.
Hudiksvall–Surahammar
| 1     | 29 mars 2022 | Surahammars IF          | 5–2                     | Hudiksvalls HC          | Surahallen             |                        |
| 18:00 | 18:00        | (2–0, 2–1, 1–1) Rapport | (2–0, 2–1, 1–1) Rapport | (2–0, 2–1, 1–1) Rapport | Surahammar Publik: 721 | Surahammar Publik: 721 |
| 18:00 | 18:00        |                         |                         |                         | Surahammar Publik: 721 | Surahammar Publik: 721 |
| 18:00 | 18:00        |                         |                         |                         | Surahammar Publik: 721 | Surahammar Publik: 721 |
| 18:00 | 18:00        |                         |                         |                         | Surahammar Publik: 721 | Surahammar Publik: 721 |
| 18:00 | 18:00        |                         |                         |                         | Surahammar Publik: 721 | Surahammar Publik: 721 |
| 18:00 | 18:00        |                         |                         |                         | Surahammar Publik: 721 | Surahammar Publik: 721 |

| 2     | 1 april 2022 | Hudiksvalls HC          | 2–0                     | Surahammars IF          | Holmen Center            |                          |
| 19:00 | 19:00        | (0–0, 0–0, 2–0) Rapport | (0–0, 0–0, 2–0) Rapport | (0–0, 0–0, 2–0) Rapport | Hudiksvall Publik: 1 237 | Hudiksvall Publik: 1 237 |
| 19:00 | 19:00        |                         |                         |                         | Hudiksvall Publik: 1 237 | Hudiksvall Publik: 1 237 |
| 19:00 | 19:00        |                         |                         |                         | Hudiksvall Publik: 1 237 | Hudiksvall Publik: 1 237 |
| 19:00 | 19:00        |                         |                         |                         | Hudiksvall Publik: 1 237 | Hudiksvall Publik: 1 237 |
| 19:00 | 19:00        |                         |                         |                         | Hudiksvall Publik: 1 237 | Hudiksvall Publik: 1 237 |
| 19:00 | 19:00        |                         |                         |                         | Hudiksvall Publik: 1 237 | Hudiksvall Publik: 1 237 |

| 3     | 2 april 2022 | Hudiksvalls HC          | 5–0                     | Surahammars IF          | Holmen Center            |                          |
| 15:00 | 15:00        | (1–0, 2–0, 2–0) Rapport | (1–0, 2–0, 2–0) Rapport | (1–0, 2–0, 2–0) Rapport | Hudiksvall Publik: 1 057 | Hudiksvall Publik: 1 057 |
| 15:00 | 15:00        |                         |                         |                         | Hudiksvall Publik: 1 057 | Hudiksvall Publik: 1 057 |
| 15:00 | 15:00        |                         |                         |                         | Hudiksvall Publik: 1 057 | Hudiksvall Publik: 1 057 |
| 15:00 | 15:00        |                         |                         |                         | Hudiksvall Publik: 1 057 | Hudiksvall Publik: 1 057 |
| 15:00 | 15:00        |                         |                         |                         | Hudiksvall Publik: 1 057 | Hudiksvall Publik: 1 057 |
| 15:00 | 15:00        |                         |                         |                         | Hudiksvall Publik: 1 057 | Hudiksvall Publik: 1 057 |

Nybro Vikings–Borlänge
| 1     | 29 mars 2022 | Borlänge HF             | 3–2                     | Nybro Vikings IF        | Borlänge Ishall      |                      |
| 18:00 | 18:00        | (1–1, 2–0, 0–1) Rapport | (1–1, 2–0, 0–1) Rapport | (1–1, 2–0, 0–1) Rapport | Borlänge Publik: 389 | Borlänge Publik: 389 |
| 18:00 | 18:00        |                         |                         |                         | Borlänge Publik: 389 | Borlänge Publik: 389 |
| 18:00 | 18:00        |                         |                         |                         | Borlänge Publik: 389 | Borlänge Publik: 389 |
| 18:00 | 18:00        |                         |                         |                         | Borlänge Publik: 389 | Borlänge Publik: 389 |
| 18:00 | 18:00        |                         |                         |                         | Borlänge Publik: 389 | Borlänge Publik: 389 |
| 18:00 | 18:00        |                         |                         |                         | Borlänge Publik: 389 | Borlänge Publik: 389 |

| 2     | 1 april 2022 | Nybro Vikings IF        | 3–2                     | Borlänge HF             | Liljas Arena        |                     |
| 19:00 | 19:00        | (2–0, 1–2, 0–0) Rapport | (2–0, 1–2, 0–0) Rapport | (2–0, 1–2, 0–0) Rapport | Nybro Publik: 2 074 | Nybro Publik: 2 074 |
| 19:00 | 19:00        |                         |                         |                         | Nybro Publik: 2 074 | Nybro Publik: 2 074 |
| 19:00 | 19:00        |                         |                         |                         | Nybro Publik: 2 074 | Nybro Publik: 2 074 |
| 19:00 | 19:00        |                         |                         |                         | Nybro Publik: 2 074 | Nybro Publik: 2 074 |
| 19:00 | 19:00        |                         |                         |                         | Nybro Publik: 2 074 | Nybro Publik: 2 074 |
| 19:00 | 19:00        |                         |                         |                         | Nybro Publik: 2 074 | Nybro Publik: 2 074 |

| 3     | 2 april 2022 | Nybro Vikings IF        | 5–1                     | Borlänge HF             | Liljas Arena        |                     |
| 15:00 | 15:00        | (1–0, 1–0, 3–1) Rapport | (1–0, 1–0, 3–1) Rapport | (1–0, 1–0, 3–1) Rapport | Nybro Publik: 1 509 | Nybro Publik: 1 509 |
| 15:00 | 15:00        |                         |                         |                         | Nybro Publik: 1 509 | Nybro Publik: 1 509 |
| 15:00 | 15:00        |                         |                         |                         | Nybro Publik: 1 509 | Nybro Publik: 1 509 |
| 15:00 | 15:00        |                         |                         |                         | Nybro Publik: 1 509 | Nybro Publik: 1 509 |
| 15:00 | 15:00        |                         |                         |                         | Nybro Publik: 1 509 | Nybro Publik: 1 509 |
| 15:00 | 15:00        |                         |                         |                         | Nybro Publik: 1 509 | Nybro Publik: 1 509 |

Östersund–Kalix
| 1     | 29 mars 2022 | Kalix HC                | 3–6                     | Östersunds IK           | PART Arena          |                     |
| 18:00 | 18:00        | (0–3, 1–0, 2–3) Rapport | (0–3, 1–0, 2–3) Rapport | (0–3, 1–0, 2–3) Rapport | Kalix Publik: 1 588 | Kalix Publik: 1 588 |
| 18:00 | 18:00        |                         |                         |                         | Kalix Publik: 1 588 | Kalix Publik: 1 588 |
| 18:00 | 18:00        |                         |                         |                         | Kalix Publik: 1 588 | Kalix Publik: 1 588 |
| 18:00 | 18:00        |                         |                         |                         | Kalix Publik: 1 588 | Kalix Publik: 1 588 |
| 18:00 | 18:00        |                         |                         |                         | Kalix Publik: 1 588 | Kalix Publik: 1 588 |
| 18:00 | 18:00        |                         |                         |                         | Kalix Publik: 1 588 | Kalix Publik: 1 588 |

| 2     | 1 april 2022 | Östersunds IK           | 5–3                     | Kalix HC                | Östersund Arena         |                         |
| 19:00 | 19:00        | (2–0, 2–1, 1–2) Rapport | (2–0, 2–1, 1–2) Rapport | (2–0, 2–1, 1–2) Rapport | Östersund Publik: 1 964 | Östersund Publik: 1 964 |
| 19:00 | 19:00        |                         |                         |                         | Östersund Publik: 1 964 | Östersund Publik: 1 964 |
| 19:00 | 19:00        |                         |                         |                         | Östersund Publik: 1 964 | Östersund Publik: 1 964 |
| 19:00 | 19:00        |                         |                         |                         | Östersund Publik: 1 964 | Östersund Publik: 1 964 |
| 19:00 | 19:00        |                         |                         |                         | Östersund Publik: 1 964 | Östersund Publik: 1 964 |
| 19:00 | 19:00        |                         |                         |                         | Östersund Publik: 1 964 | Östersund Publik: 1 964 |

Kalmar–Halmstad Hammers
| 1     | 29 mars 2022 | Halmstad Hammers HC     | 4–0                     | Kalmar HC               | Halmstad Arena         |                        |
| 18:00 | 18:00        | (2–0, 1–0, 1–0) Rapport | (2–0, 1–0, 1–0) Rapport | (2–0, 1–0, 1–0) Rapport | Halmstad Publik: 1 074 | Halmstad Publik: 1 074 |
| 18:00 | 18:00        |                         |                         |                         | Halmstad Publik: 1 074 | Halmstad Publik: 1 074 |
| 18:00 | 18:00        |                         |                         |                         | Halmstad Publik: 1 074 | Halmstad Publik: 1 074 |
| 18:00 | 18:00        |                         |                         |                         | Halmstad Publik: 1 074 | Halmstad Publik: 1 074 |
| 18:00 | 18:00        |                         |                         |                         | Halmstad Publik: 1 074 | Halmstad Publik: 1 074 |
| 18:00 | 18:00        |                         |                         |                         | Halmstad Publik: 1 074 | Halmstad Publik: 1 074 |

| 2     | 1 april 2022 | Kalmar HC               | 6–2                     | Halmstad Hammers HC     | Hatstore Arena       |                      |
| 19:00 | 19:00        | (0–1, 3–0, 3–1) Rapport | (0–1, 3–0, 3–1) Rapport | (0–1, 3–0, 3–1) Rapport | Kalmar Publik: 1 521 | Kalmar Publik: 1 521 |
| 19:00 | 19:00        |                         |                         |                         | Kalmar Publik: 1 521 | Kalmar Publik: 1 521 |
| 19:00 | 19:00        |                         |                         |                         | Kalmar Publik: 1 521 | Kalmar Publik: 1 521 |
| 19:00 | 19:00        |                         |                         |                         | Kalmar Publik: 1 521 | Kalmar Publik: 1 521 |
| 19:00 | 19:00        |                         |                         |                         | Kalmar Publik: 1 521 | Kalmar Publik: 1 521 |
| 19:00 | 19:00        |                         |                         |                         | Kalmar Publik: 1 521 | Kalmar Publik: 1 521 |

| 3     | 2 april 2022 | Kalmar HC               | 3–4                     | Halmstad Hammers HC     | Hatstore Arena       |                      |
| 15:00 | 15:00        | (1–1, 1–3, 1–0) Rapport | (1–1, 1–3, 1–0) Rapport | (1–1, 1–3, 1–0) Rapport | Kalmar Publik: 1 206 | Kalmar Publik: 1 206 |
| 15:00 | 15:00        |                         |                         |                         | Kalmar Publik: 1 206 | Kalmar Publik: 1 206 |
| 15:00 | 15:00        |                         |                         |                         | Kalmar Publik: 1 206 | Kalmar Publik: 1 206 |
| 15:00 | 15:00        |                         |                         |                         | Kalmar Publik: 1 206 | Kalmar Publik: 1 206 |
| 15:00 | 15:00        |                         |                         |                         | Kalmar Publik: 1 206 | Kalmar Publik: 1 206 |
| 15:00 | 15:00        |                         |                         |                         | Kalmar Publik: 1 206 | Kalmar Publik: 1 206 |

Boden–Dalen
| 1     | 29 mars 2022 | HC Dalen                | 2–1                     | Bodens HF               | Smedjehov               |                         |
| 18:00 | 18:00        | (0–0, 0–1, 2–0) Rapport | (0–0, 0–1, 2–0) Rapport | (0–0, 0–1, 2–0) Rapport | Norrahammar Publik: 478 | Norrahammar Publik: 478 |
| 18:00 | 18:00        |                         |                         |                         | Norrahammar Publik: 478 | Norrahammar Publik: 478 |
| 18:00 | 18:00        |                         |                         |                         | Norrahammar Publik: 478 | Norrahammar Publik: 478 |
| 18:00 | 18:00        |                         |                         |                         | Norrahammar Publik: 478 | Norrahammar Publik: 478 |
| 18:00 | 18:00        |                         |                         |                         | Norrahammar Publik: 478 | Norrahammar Publik: 478 |
| 18:00 | 18:00        |                         |                         |                         | Norrahammar Publik: 478 | Norrahammar Publik: 478 |

| 2     | 1 april 2022 | Bodens HF                    | 4–3 (e.fl.)                  | HC Dalen                     | Björknäshallen      |                     |
| 19:00 | 19:00        | (1–1, 2–1, 0–1, 1–0) Rapport | (1–1, 2–1, 0–1, 1–0) Rapport | (1–1, 2–1, 0–1, 1–0) Rapport | Boden Publik: 1 736 | Boden Publik: 1 736 |
| 19:00 | 19:00        |                              |                              |                              | Boden Publik: 1 736 | Boden Publik: 1 736 |
| 19:00 | 19:00        |                              |                              |                              | Boden Publik: 1 736 | Boden Publik: 1 736 |
| 19:00 | 19:00        |                              |                              |                              | Boden Publik: 1 736 | Boden Publik: 1 736 |
| 19:00 | 19:00        |                              |                              |                              | Boden Publik: 1 736 | Boden Publik: 1 736 |
| 19:00 | 19:00        |                              |                              |                              | Boden Publik: 1 736 | Boden Publik: 1 736 |

|       | 2022-04-02 | Bodens HF               | 3–4 (e.fl.)             | HC Dalen                | Björknäshallen      |                     |
| 15:00 | 15:00      | (0–3, 1–1, 2–0) Rapport | (0–3, 1–1, 2–0) Rapport | (0–3, 1–1, 2–0) Rapport | Boden Publik: 1 506 | Boden Publik: 1 506 |
| 15:00 | 15:00      |                         |                         |                         | Boden Publik: 1 506 | Boden Publik: 1 506 |
| 15:00 | 15:00      |                         |                         |                         | Boden Publik: 1 506 | Boden Publik: 1 506 |
| 15:00 | 15:00      |                         |                         |                         | Boden Publik: 1 506 | Boden Publik: 1 506 |
| 15:00 | 15:00      |                         |                         |                         | Boden Publik: 1 506 | Boden Publik: 1 506 |
| 15:00 | 15:00      |                         |                         |                         | Boden Publik: 1 506 | Boden Publik: 1 506 |

Väsby–Vimmerby
| 1     | 29 mars 2022 | Vimmerby HC             | 1–5                     | Väsby IK HK             | Vimmerby Ishall      |                      |
| 18:00 | 18:00        | (1–1, 0–4, 0–0) Rapport | (1–1, 0–4, 0–0) Rapport | (1–1, 0–4, 0–0) Rapport | Vimmerby Publik: 875 | Vimmerby Publik: 875 |
| 18:00 | 18:00        |                         |                         |                         | Vimmerby Publik: 875 | Vimmerby Publik: 875 |
| 18:00 | 18:00        |                         |                         |                         | Vimmerby Publik: 875 | Vimmerby Publik: 875 |
| 18:00 | 18:00        |                         |                         |                         | Vimmerby Publik: 875 | Vimmerby Publik: 875 |
| 18:00 | 18:00        |                         |                         |                         | Vimmerby Publik: 875 | Vimmerby Publik: 875 |
| 18:00 | 18:00        |                         |                         |                         | Vimmerby Publik: 875 | Vimmerby Publik: 875 |

| 2     | 1 april 2022 | Väsby IK HK             | 5–3                     | Vimmerby HC             | Renew Arena                  |                              |
| 19:00 | 19:00        | (2–1, 2–2, 1–0) Rapport | (2–1, 2–2, 1–0) Rapport | (2–1, 2–2, 1–0) Rapport | Upplands Väsby Publik: 1 158 | Upplands Väsby Publik: 1 158 |
| 19:00 | 19:00        |                         |                         |                         | Upplands Väsby Publik: 1 158 | Upplands Väsby Publik: 1 158 |
| 19:00 | 19:00        |                         |                         |                         | Upplands Väsby Publik: 1 158 | Upplands Väsby Publik: 1 158 |
| 19:00 | 19:00        |                         |                         |                         | Upplands Väsby Publik: 1 158 | Upplands Väsby Publik: 1 158 |
| 19:00 | 19:00        |                         |                         |                         | Upplands Väsby Publik: 1 158 | Upplands Väsby Publik: 1 158 |
| 19:00 | 19:00        |                         |                         |                         | Upplands Väsby Publik: 1 158 | Upplands Väsby Publik: 1 158 |

Dalen, Halmstad, Hudiksvall, Nybro, Väsby och Östersund vidare till kvalserien till Hockeyallsvenskan.

## Kvalserien till Hockeyallsvenskan
Spelades mellan den 6 och 29 april av de sex segrande lagen i slutspelet. Segraren vann en plats i Hockeyallsvenskan nästa säsong. Favoriter före spelstart var Hudiksvall och Nybro. Hudiksvall inledde serien med sex segrar samtidigt som de hemmabesegrade Nybro som dessutom förlorade mot Dalen. Istället var det Östersund som utmanade genom att lägga sig tvåa fram till åttonde omgången då man hemmabesegrade Hudiksvall med 6–2 och gick upp i serieledning. Inför sista omgången ledde Östersund på samma poäng som Hudiksvall och en poäng före Nybro. Kvalseriens sista omgång blev mycket dramatisk och alla tre topplagen såg i olika skeden ut att vinna serien. Slutligen avgjorde jumbon Halmstad mot Hudiksvall med 18 sekunder kvar av matchen samtidigt som Östersund fick in en avgörande puck i Nybros tomma mål med endast en sekund kvar. Östersund stod som segrare och fick för första gången i klubbens historia en plats i Hockeyallsvenskan.
Poängtabell
| Nr | Lag                 | S  | V | ÖV | ÖF | F | GM | IM | MS  | P  |
| -- | ------------------- | -- | - | -- | -- | - | -- | -- | --- | -- |
| 1  | Östersunds IK       | 10 | 6 | 2  | 1  | 1 | 32 | 13 | +19 | 23 |
| 2  | Hudiksvalls HC      | 10 | 5 | 2  | 1  | 2 | 26 | 20 | +6  | 20 |
| 3  | Nybro Vikings IF    | 10 | 5 | 1  | 2  | 2 | 41 | 28 | +13 | 19 |
| 4  | HC Dalen            | 10 | 3 | 3  | 1  | 3 | 24 | 23 | +1  | 16 |
| 5  | Väsby IK HK         | 10 | 2 | 0  | 2  | 6 | 30 | 47 | −17 | 8  |
| 6  | Halmstad Hammers HC | 10 | 1 | 0  | 1  | 8 | 20 | 42 | −22 | 4  |

Data hämtade från Svenska Ishockeyförbundet.
Resultattabell
|                     | HAL | HCD | HUD | NYB | VÄS | ÖIK |
| Halmstad Hammers HC | —   | 4–5 | 3–2 | 2–5 | 6–8 | 1–4 |
| HC Dalen            | 2–1 | —   | 2–3 | 1–4 | 5–1 | 0–3 |
| Hudiksvalls HC      | 2–0 | 2–1 | —   | 3–2 | 3–2 | 2–0 |
| Nybro Vikings IF    | 5–1 | 3–4 | 4–3 | —   | 7–4 | 2–3 |
| Väsby IK HK         | 6–2 | 2–3 | 0–4 | 4–7 | —   | 3–4 |
| Östersunds IK       | 3–0 | 0–1 | 6–2 | 3–2 | 6–0 | —   |

## Kvalserien till Hockeyettan
Kvalificering till Hockeyettan planerades i fyra serier med sex lag i varje serie. Kvalificerade var de fyra sist placerade lagen i respektive våretta samt 16 lag från Hockeytvåan. De två främsta lagen i varje serie var kvalificerade för Hockeyettan nästkommande säsong. Clemensnäs HC och Brunflo IK var kvalificerade för den norra kvalserien, men hoppade av.
Serierna spelades 23 mars till 20 april (norra serien med endast fyra lag var färdigspelade den 10 april). I norr, öster och väster försvarade Hockeyettanlagen relativt enkelt sina platser i Hockeyettan. I sista omgången var det bara Orsa som hade en chans att avancera en division. I södra serien återtog Borås och Tyringe (från Hässleholm) platserna i Hockeyettan som de förlorat ett år tidigare. Hanhals (Kungsbacka) och Kumla åkte ur och flyttades ner till Hockeytvåan.
Kvalserie Norra
| Nr | Lag           | S | V | ÖV | ÖF | F | GM | IM | MS  | P  |
| -- | ------------- | - | - | -- | -- | - | -- | -- | --- | -- |
| 1  | Kiruna IF     | 6 | 4 | 2  | 0  | 0 | 30 | 14 | +16 | 16 |
| 2  | Vännäs HC     | 6 | 3 | 1  | 1  | 1 | 30 | 17 | +13 | 12 |
| 3  | Kovlands IshF | 6 | 1 | 0  | 3  | 2 | 16 | 23 | −7  | 6  |
| 4  | SK Lejon      | 6 | 0 | 1  | 0  | 5 | 13 | 35 | −22 | 2  |

Data hämtade från Svenska Ishockeyförbundet.
Kvalserie Västra
| Nr | Lag                      | S  | V | ÖV | ÖF | F | GM | IM | MS  | P  |
| -- | ------------------------ | -- | - | -- | -- | - | -- | -- | --- | -- |
| 1  | Eskilstuna Linden Hockey | 10 | 6 | 1  | 2  | 1 | 44 | 24 | +20 | 22 |
| 2  | Köping HC                | 10 | 6 | 0  | 2  | 2 | 33 | 19 | +14 | 20 |
| 3  | Orsa IK                  | 10 | 5 | 1  | 0  | 4 | 33 | 30 | +3  | 17 |
| 4  | IFK Munkfors             | 10 | 4 | 0  | 1  | 5 | 36 | 39 | −3  | 13 |
| 5  | Åmåls SK                 | 10 | 3 | 1  | 0  | 6 | 32 | 47 | −15 | 11 |
| 6  | Falu IF                  | 10 | 2 | 0  | 0  | 8 | 17 | 36 | −19 | 6  |

Data hämtade från Svenska Ishockeyförbundet.
Kvalserie Östra
| Nr | Lag                | S  | V | ÖV | ÖF | F | GM | IM | MS  | P  |
| -- | ------------------ | -- | - | -- | -- | - | -- | -- | --- | -- |
| 1  | Segeltorps IF      | 10 | 7 | 1  | 1  | 1 | 40 | 25 | +15 | 24 |
| 2  | Örnsköldsvik HF    | 10 | 7 | 1  | 0  | 2 | 47 | 22 | +25 | 23 |
| 3  | Haninge Anchors HC | 10 | 4 | 1  | 0  | 5 | 31 | 38 | −7  | 14 |
| 4  | Sollentuna HC      | 10 | 4 | 0  | 1  | 5 | 28 | 23 | +5  | 13 |
| 5  | Göta Traneberg IK  | 10 | 4 | 0  | 0  | 6 | 24 | 32 | −8  | 12 |
| 6  | Järfälla HC        | 10 | 1 | 0  | 1  | 8 | 24 | 54 | −30 | 4  |

Data hämtade från Svenska Ishockeyförbundet.
Kvalserie Södra
| Nr | Lag                  | S  | V | ÖV | ÖF | F | GM | IM | MS  | P  |
| -- | -------------------- | -- | - | -- | -- | - | -- | -- | --- | -- |
| 1  | Borås HC             | 10 | 8 | 0  | 0  | 2 | 40 | 17 | +23 | 24 |
| 2  | Tyringe SoSS         | 10 | 7 | 0  | 0  | 3 | 32 | 19 | +13 | 21 |
| 3  | Hanhals IF           | 10 | 4 | 0  | 1  | 5 | 24 | 28 | −4  | 13 |
| 4  | Mjölby HC            | 10 | 3 | 1  | 2  | 4 | 27 | 37 | −10 | 13 |
| 5  | IK Guts              | 10 | 4 | 0  | 0  | 6 | 26 | 22 | +4  | 12 |
| 6  | Kumla HC Black Bulls | 10 | 1 | 2  | 0  | 7 | 23 | 49 | −26 | 7  |

Data hämtade från Svenska Ishockeyförbundet.